# Wojciech Szczęsny
Wojciech Tomasz Szczęsnyⓘ (ur. 18 kwietnia 1990 w Warszawie) – polski piłkarz, który występuje na pozycji bramkarza w hiszpańskim klubie FC Barcelona.
W latach 2009–2024 reprezentant Polski w piłce nożnej. Uczestnik Mistrzostw Świata 2018, 2022, a także Mistrzostw Europy 2012, 2016, 2020 i 2024. Rekordzista pod względem liczby występów bramkarza (84) i rozegranych meczów bez straty gola (34) w reprezentacji Polski.
Członek Klubu Wybitnych Reprezentantów.
Po rozpoczęciu kariery klubowej w Legii Warszawa, w 2006 podpisał kontrakt z Arsenalem, gdzie zadebiutował zawodowo w 2009. Po powrocie z wypożyczenia do Brentford w sezonie 2009/2010, został pierwszym bramkarzem angielskiego klubu, z którym dwukrotnie zdobył Puchar Anglii, sięgnął po Tarczę Wspólnoty, a także wraz z Petrem Čechem zdobył Złotą Rękawicę Premier League w sezonie 2013/2014. W 2015 udał się na wypożyczenie do włoskiego klubu AS Roma. W rozgrywkach Serie A w dwóch kolejnych sezonach zdobył odpowiednio brązowy i srebrny medal, a w kampanii 2016/2017 zachował najwięcej czystych kont w lidze. Jego występy w tym klubie w 2017 zaowocowały transferem do mistrza Włoch, Juventusu. W pierwszym sezonie był zmiennikiem Gianluigiego Buffona, natomiast od kampanii 2018/2019 podstawowym bramkarzem zespołu. Z klubem trzykrotnie zdobył mistrzostwo Włoch, trzykrotnie Puchar Włoch i dwukrotnie Superpuchar Włoch w piłce nożnej. W 2017 uzyskał nominację do nagrody Lwa Jaszyna dla najlepszego bramkarza na świecie. W sezonie 2019/2020 otrzymał nagrodę dla najlepszego bramkarza Serie A. W 2022 został wybrany piłkarzem roku w Polsce w plebiscycie redakcji Sportu. 27 sierpnia 2024 poinformował o zakończeniu profesjonalnej kariery. Do gry powrócił 2 października 2024 podpisując kontrakt z FC Barceloną. W sezonie 2024/2025 zdobył klubem mistrzostwo Hiszpanii, Puchar Króla oraz Superpuchar Hiszpanii. Został również pierwszym polskim piłkarzem, który występował w Lidze Mistrzów jako zawodnik 4 różnych klubów.
7 lipca 2025 roku podpisał nowy kontrakt z Barceloną. Umową będzie obowiązywała do końca sezonu 2026/27.

## Kariera klubowa

### Początki
Jest absolwentem Zespołu Szkół nr 12 im. Olimpijczyków Polskich w Warszawie. W 2004 trafił do Agrykoli Warszawa, gdzie przez pierwszy miesiąc występował na pozycji napastnika. W tym samym roku już jako bramkarz sięgnął z drużyną po wicemistrzostwo Polski juniorów młodszych. Rok później trafił do Legii Warszawa. W styczniu 2005, poleciał z pierwszym zespołem Legii na obóz przygotowawczy na Cypr. Trenował pod okiem trenera bramkarzy Krzysztofa Dowhania.

### Arsenal
W 2006 przeszedł do Arsenalu, gdzie początkowo występował w drużynach juniorskich. 24 września 2008 podpisał zawodowy kontrakt i awansował do zespołu rezerw. W listopadzie 2008, podczas treningu na siłowni, stracił równowagę podnosząc sztangę i złamał obie ręce. Uraz wykluczył go z treningów na pięć miesięcy. W kadrze meczowej pierwszej drużyny Arsenalu po raz pierwszy znalazł się 29 maja 2009, kiedy to spędził na ławce rezerwowych wygrane 4:1 spotkanie Premier League ze Stoke City.
Wraz z początkiem sezonu 2009/10, został włączony do składu pierwszej drużyny i otrzymał numer 53.
22 września 2009 zadebiutował, zachowując czyste konto, podczas wygranego 2:0 meczu III rundy Pucharu Ligi z West Bromwich Albion.

### Brentford (wyp.)

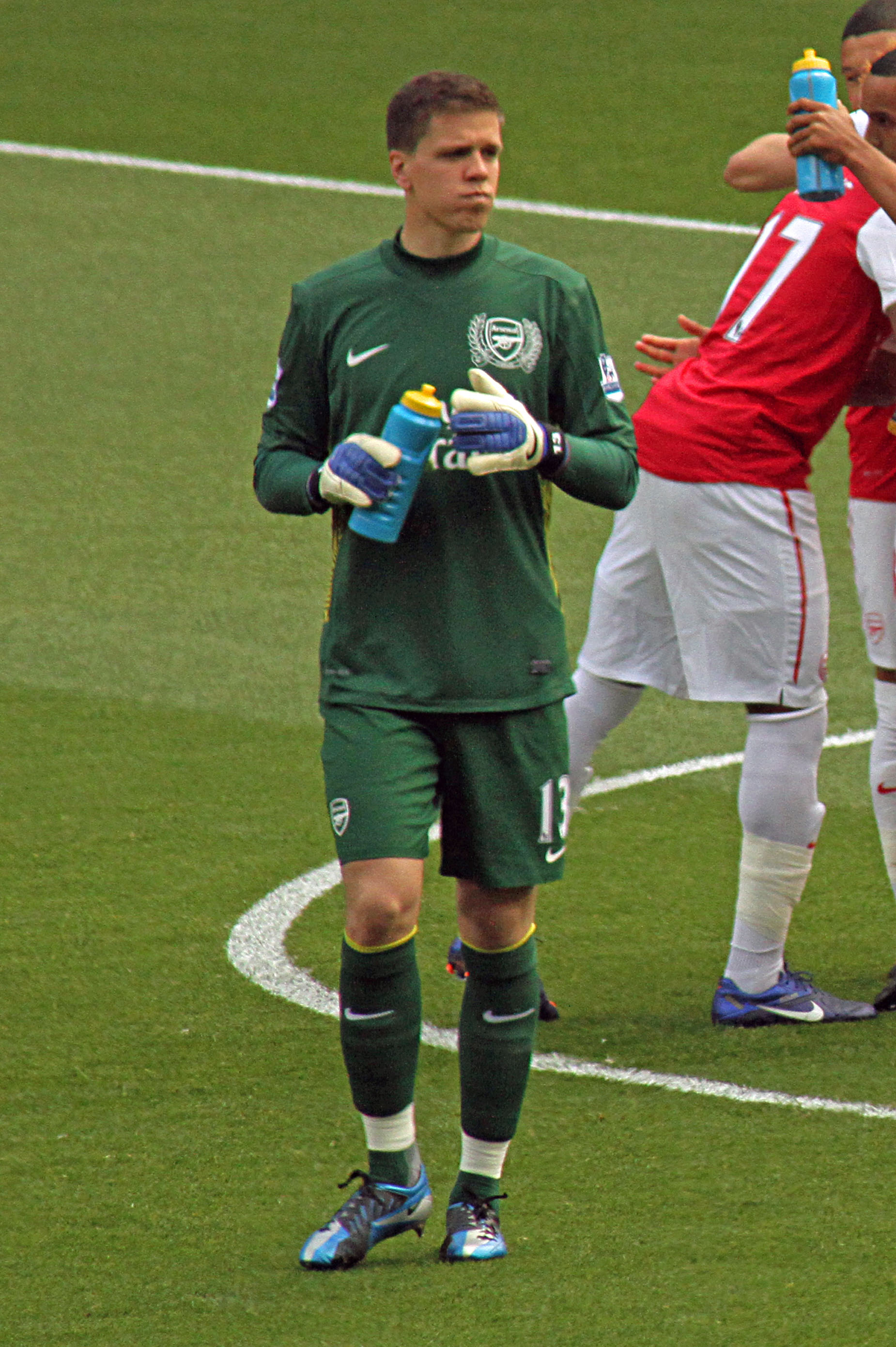
Wojciech Szczęsny po meczu z Chelsea (2012)

17 listopada 2009 został na miesiąc wypożyczony do klubu angielskiej trzeciej ligi, Brentford. W klubie zadebiutował 21 listopada w ligowym meczu z Walsall (1:1). W swoim drugim meczu, 24 listopada, przeciwko Wycombe Wanderers obronił rzut karny. W swoim piątym z rzędu występie w pierwszym składzie, przeciwko Leeds United, po raz drugi zachował czyste konto i został wybrany zawodnikiem meczu. Po rozegraniu sześciu meczów, 22 grudnia 2009, Brentford przedłużyło okres wypożyczenia Szczęsnego do 17 stycznia 2010, a następnie do końca sezonu. W Brentford rozegrał 28 meczów, po czym powrócił do Arsenalu. W lutym 2015, kibice Brentford wybrali go najlepszym bramkarzem dekady.

### Powrót do Arsenalu

#### 2010/2011
27 października 2010 po raz drugi zagrał w pierwszym składzie Arsenalu i zachował czyste konto w wygranym 4:0 spotkaniu Pucharu Ligi z Newcastle United, rozgrywanym na St James’ Park. 10 listopada 2010 podpisał nowy długoterminowy kontrakt z londyńskim klubem.
13 grudnia 2010 w meczu z Manchesterem United zadebiutował w Premier League, równocześnie stając się najmłodszym bramkarzem debiutującym w tych rozgrywkach w sezonie 2010/2011. Łukasz Fabiański oraz Manuel Almunia nie mogli wystąpić w tym meczu z powodu kontuzji. W związku z urazem Łukasza Fabiańskiego rozegrał także swoje kolejne dwa spotkania w lidze – wygrane 3:0 kolejno z West Hamem United oraz Wigan Athletic. Dodając do tego styczniowe mecze w FA Cup i Carling Cup, do końca miesiąca rozegrał łącznie 10 spotkań.
28 stycznia 2011 Arsène Wenger stwierdził, że Szczęsny jest teraz nowym numerem jeden w Arsenalu. 16 lutego 2011 w wygranym 2:1 meczu przeciwko Barcelonie, zadebiutował w rozgrywkach Ligi Mistrzów. 27 lutego 2011 wystąpił w finale Pucharu Ligi, który zakończył się porażką jego drużyny z Birmingham City 1:2.

#### 2011/2012
W sezonie 2011/2012, Szczęsny był pierwszym bramkarzem Arsenalu i wystąpił w pełnym wymiarze czasowym we wszystkich meczach Premier League. 24 sierpnia 2011 w rewanżowym meczu fazy play-off kwalifikacji do Ligi Mistrzów z Udinese Calcio (2:1), obronił rzut karny wykonywany przez Antonio Di Natale i pomógł drużynie w awansie do fazy grupowej. 28 sierpnia 2011 zagrał w przegranym 2:8 meczu z Manchesterem United na Old Trafford. Była to najwyższa ligowa porażka Arsenalu w historii. 17 listopada 2012 odniósł pierwsze w karierze zwycięstwo w derbach północnego Londynu, kiedy to jego drużyna przegrywając 0:2, ostatecznie wygrała 5:2 z Tottenhamem. 3 marca 2012 obronił rzut karny, a także dobitkę Dirka Kuyta i przyczynił się do zwycięstwa 2:1 z Liverpoolem na Anfield.

#### 2012/2013
18 sierpnia 2012 zagrał 90 minut w zremisowanym 0:0 meczu 1. kolejki Premier League z Sunderlandem, jednak doznał w tym meczu urazu, który wykluczył go z występów w dwóch kolejnych meczach. Do bramki wrócił 15 września 2012 na wygrany 6:1 mecz 4. kolejki z Southampton. Szczęsny doznał wówczas kolejnej kontuzji, która tym razem wykluczyła go z gry na pięć tygodni. 17 listopada 2012 powrócił do gry w wygranych 5:2 derbach północnego Londyn z Tottenhamem. Na koszulce miał wtedy numer 1.

#### 2013/2014

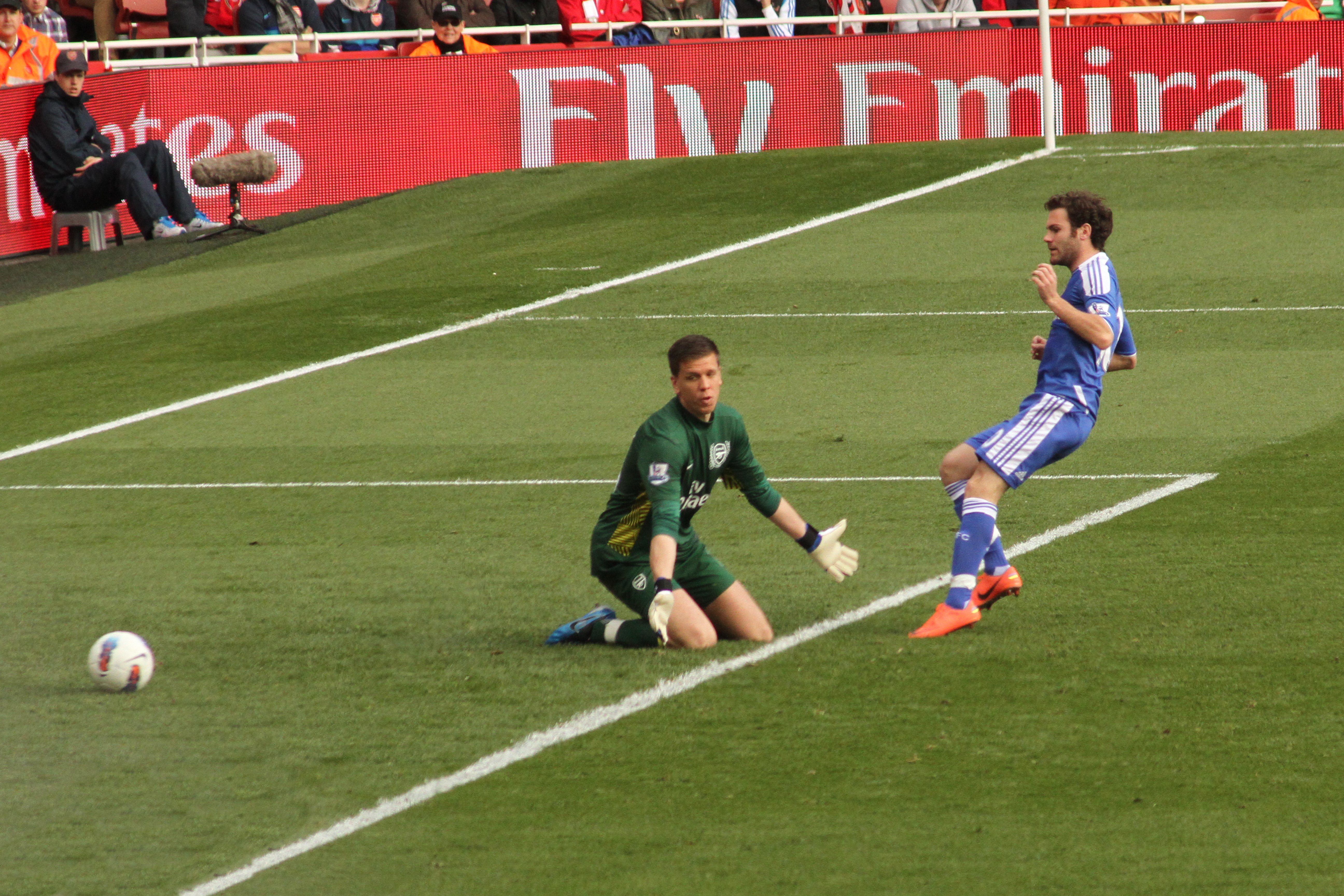
Szczęsny i Juan Mata (2012)

Kolejny rozpoczął od sprokurowania rzutu karnego w meczu I kolejki z Aston Villą, który sam obronił. Mimo tego Arsenal przegrał tamto spotkanie 1:3. Następnie imponował formą i zachował trzy czyste konta w czterech kolejnych meczach. 26 października 2013 w meczu z Crystal Palace zanotował dwie wysokiej klasy interwencje, które pomogły Arsenalowi w zwycięstwie 2:0. Następnie bronił bardzo dobrze i zachował czyste konta, kolejno, w meczach z Liverpoolem i Borussią Dortmund w Lidze Mistrzów. 16 listopada 2013 podpisał nowy długoterminowy kontrakt z Arsenalem. W całym listopadzie, Szczęsny, zachował pięć czystych kont w sześciu meczach, tracąc tylko jedną bramkę. 26 listopada 2013 w wygranym 2:0 meczu Ligi Mistrzów z Olympique Marsylia, zachował swoje 50. czyste konto w barwach Arsenalu. 18 stycznia 2014 przeciwko Fulham rozegrał swój 100. mecz w Premier League. 11 marca 2014, w 38. minucie rewanżowego meczu 1/8 finału Ligi Mistrzów z Bayernem Monachium (0:2), został ukarany czerwoną kartką za sfaulowanie w polu karnym Arjena Robbena. Szczęsny został wówczas 100. piłkarzem, który został wyrzucony z boiska za kadencji Wengera.
Łącznie, w sezonie 2013/2014, Szczęsny zagrał w 37 spotkaniach ligowych, w których 16 razy zachował czyste konto, dzięki czemu, wraz z Petrem Čechem z Chelsea, otrzymał Złotą Rękawicę Premier League. Został także wybrany przez kibiców do drużyny sezonu. 17 maja 2014 zdobył z klubem Puchar Anglii.

#### 2014/2015

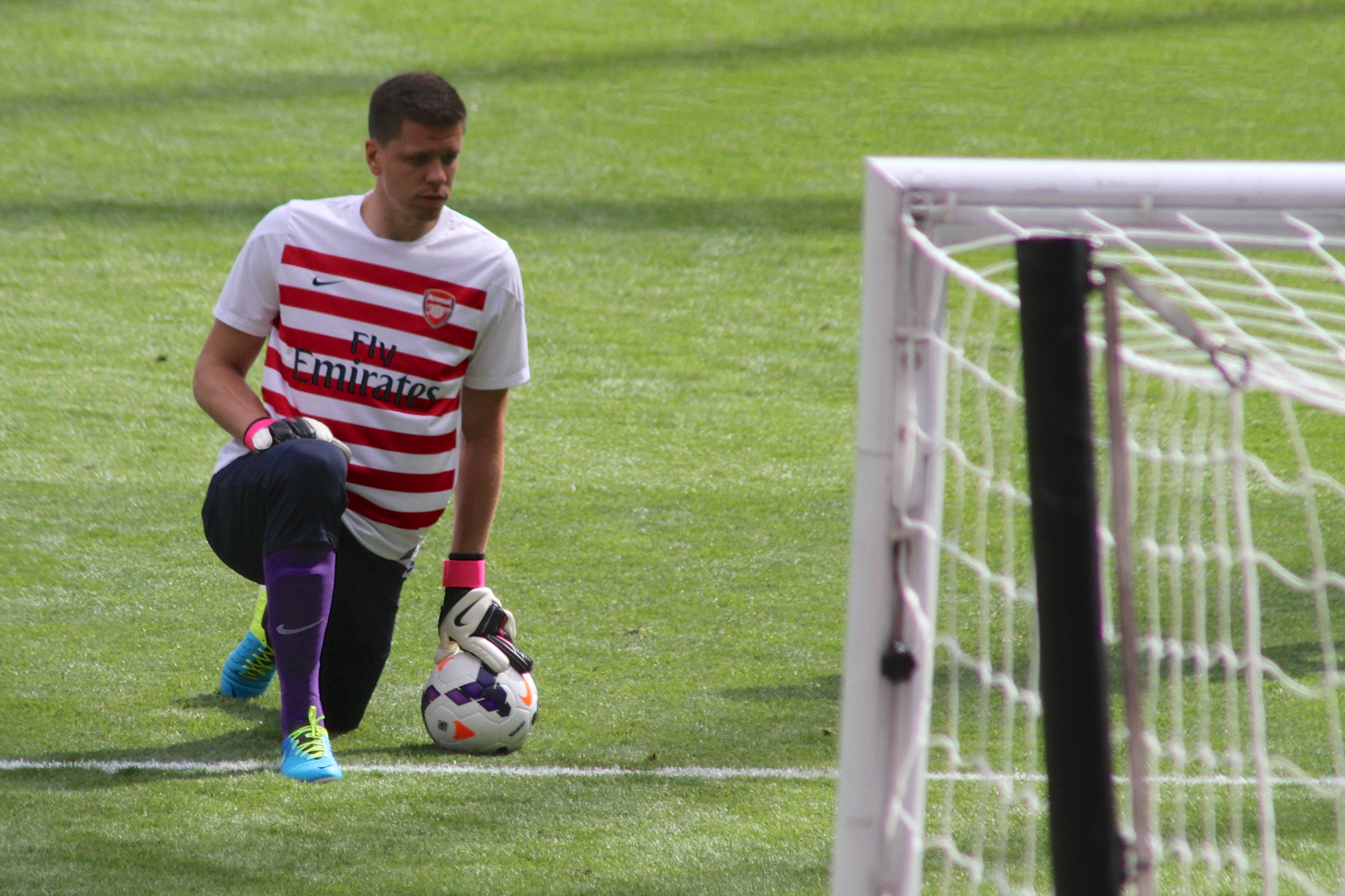
Wojciech Szczęsny przed Emirates Cup 2013

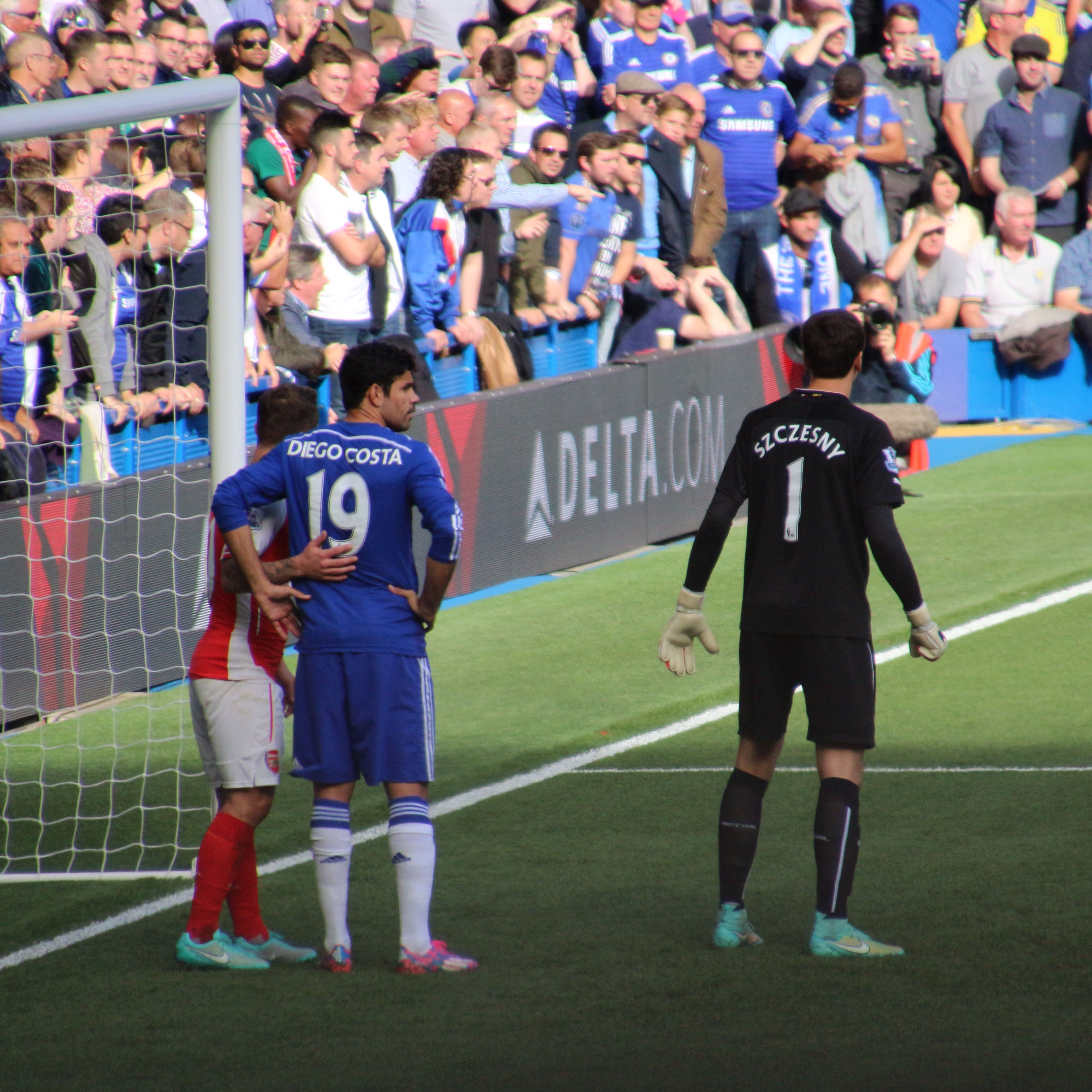
Szczęsny podczas meczu z Chelsea (2014)

Kolejny sezon rozpoczął jako numer 1 w bramce Arsenalu i zagrał w 17 ligowych meczach swojej drużyny. 10 sierpnia 2014, pokonując 4:0 drużynę Manchesteru City, zdobył ze swoim klubem Tarczę Wspólnoty. 1 stycznia 2015 po przegranym 0:2 meczu z Southampton, został przyłapany na paleniu papierosa po prysznicem. Klub ukarał go za to grzywną w wysokości £20.000. Resztę ligowego sezonu spędził na ławce rezerwowych i występował jedynie w rozgrywkach Pucharu Anglii. W bramce zastąpił go David Ospina. 30 maja 2015 zagrał 90 minut w rozgrywanym na Wembley, finale Pucharu Anglii z Aston Villą. Zachował wówczas czyste konto, a mecz zakończył się zwycięstwem Arsenalu 4:0.
W barwach The Gunners Szczęsny rozegrał łącznie 181 spotkań, 72 razy zachowując czyste konto. Zdobył z klubem dwa Puchary Anglii oraz Tarczę Wspólnoty. Wielokrotnie podkreślał swoją wdzięczność klubowi i przywiązanie do Arsenalu.

### AS Roma (wyp.)

#### 2015/2016
29 lipca 2015 został wypożyczony na rok do ówczesnego wicemistrza Włoch – AS Romy. W Serie A zadebiutował 22 sierpnia 2015 w zremisowanym 1:1 wyjazdowym meczu z Hellas Verona, a jego interwencja z 56. minuty tego spotkania została przez dziennikarzy uznana interwencją kolejki. 19 września 2015 meczu przeciwko FC Barcelonie, rozegrał pierwszy mecz dla Romy w Lidze Mistrzów. W drugiej połowie spotkania po starciu z napastnikiem rywali, Luisem Suarezem, doznał kontuzji dłoni, która wykluczyła go z gry na sześć tygodni.
24 listopada 2015 w meczu drugim meczu fazy grupowej przeciwko Barcelonie, popisał się kilkoma efektownymi paradami, a także obronił rzut karny wykonywany przez Neymara, natomiast jego drużyna przegrała 1:6. Media donosiły, że po tym spotkaniu został przyłapany na paleniu papierosów wraz z jednym z kolegów drużyny, przez członków sztabu trenera Rudiego Garcii. Choć Szczęsny w późniejszym czasie zaprzeczył tym doniesieniom, w kolejnym ligowym meczu zastąpił go Morgan De Sanctis. Do bramki powrócił w następnym meczu z Torino (1:1), do końca sezonu prezentując równą i stabilną formę. 2 lutego 2016 w meczu z Sassuolo (2:0) obronił rzut karny wykonywany przez Domenico Berardiego. W sezonie 2015/16 wystąpił łącznie w 42 meczach Romy i zajął z klubem 3. miejsce w Serie A, a także dotarł do 1/8 finału Ligi Mistrzów, gdzie jego drużyna mierzyła się z Realem Madryt. Na finiszu sezonu trener Romy, Luciano Spalletti w wywiadzie dla Corriere dello Sport, zakomunikował, że chce pozostania Szczęsnego w drużynie jako numeru 1.

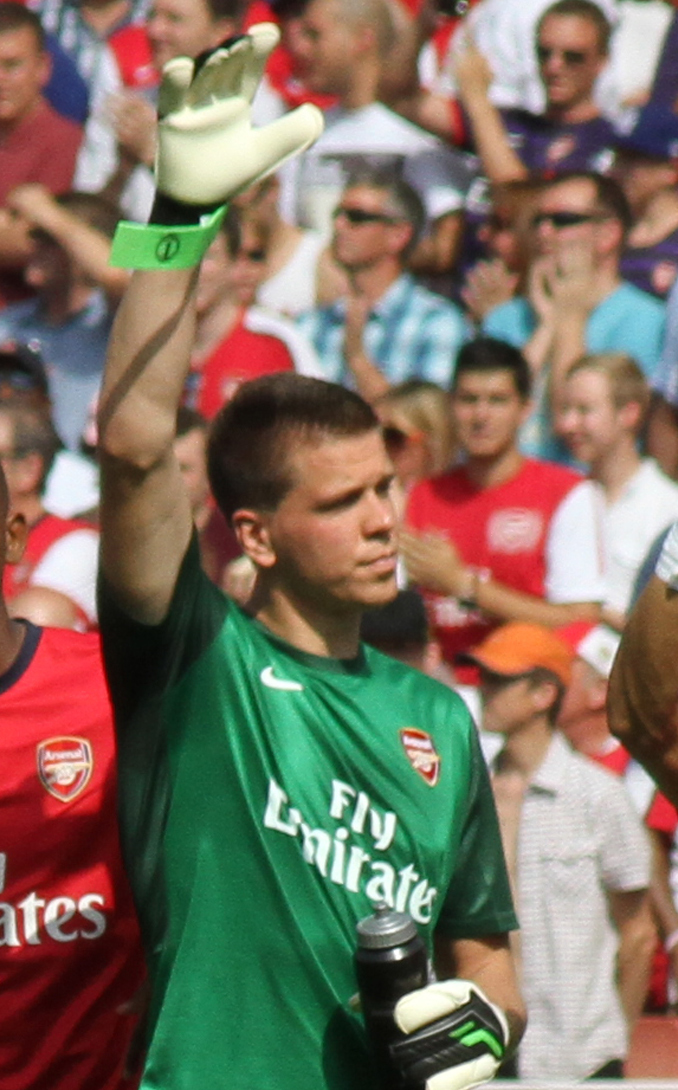
Szczęsny pozdrawiający kibiców Arsenalu (2012)

#### 2016/2017
4 sierpnia 2016 wypożyczenie Szczęsnego zostało przedłużone o kolejny sezon, który okazał się jednym z najlepszych w jego karierze. Polak sięgnął z drużyną Giallorossich po wicemistrzostwo Włoch, a sam występując we wszystkich 38 ligowych meczach Romy, w 14 z nich zachował czyste konto, co było najlepszym wynikiem spośród wszystkich bramkarzy Serie A w tamtym sezonie. Szczęsny obronił dwa rzuty karne, w meczach z Cagliari i Milanem, a także pomógł drużynie w ustanowieniu klubowego rekordu wynoszącego 87 punktów zdobytych w jednym sezonie Serie A. Zmiennikiem Szczęsnego w sezonie 2016/2017 był uznany w 2019 za najlepszego bramkarza na świecie Alisson Becker. Był to także ostatni sezon występów w rzymskim klubie Francesco Tottiego. Po ostatnim meczu wraz z innymi zawodnikami wziął udział w uroczystym pożegnaniu kapitana. Szczęsny w barwach Romy rozegrał łącznie 81 spotkań, podczas których 23 razy zachował czyste konto.

### Juventus

#### 2017/2018

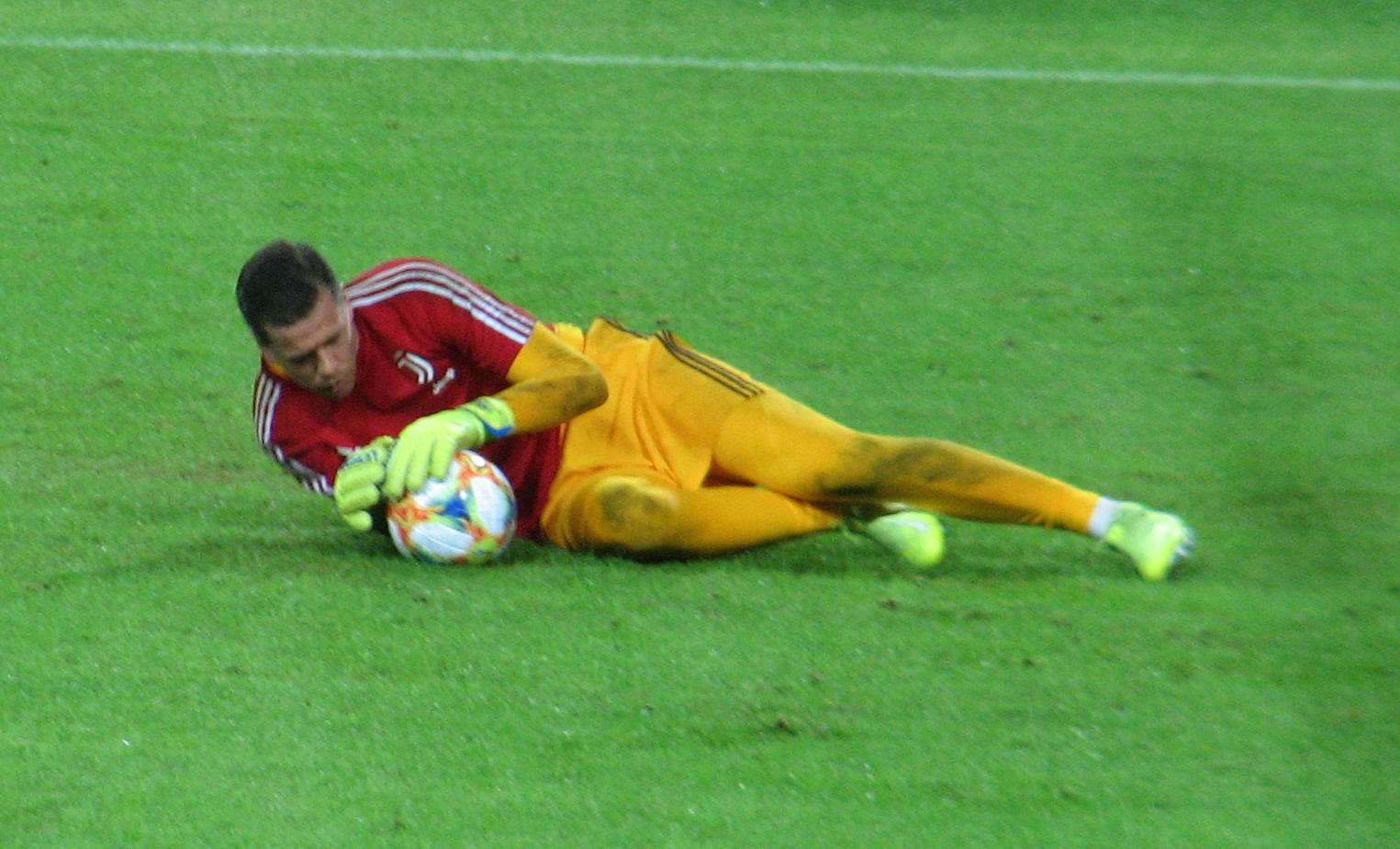
Szczęsny podczas przedmeczowej rozgrzewki w barwach Juventusu (2019)

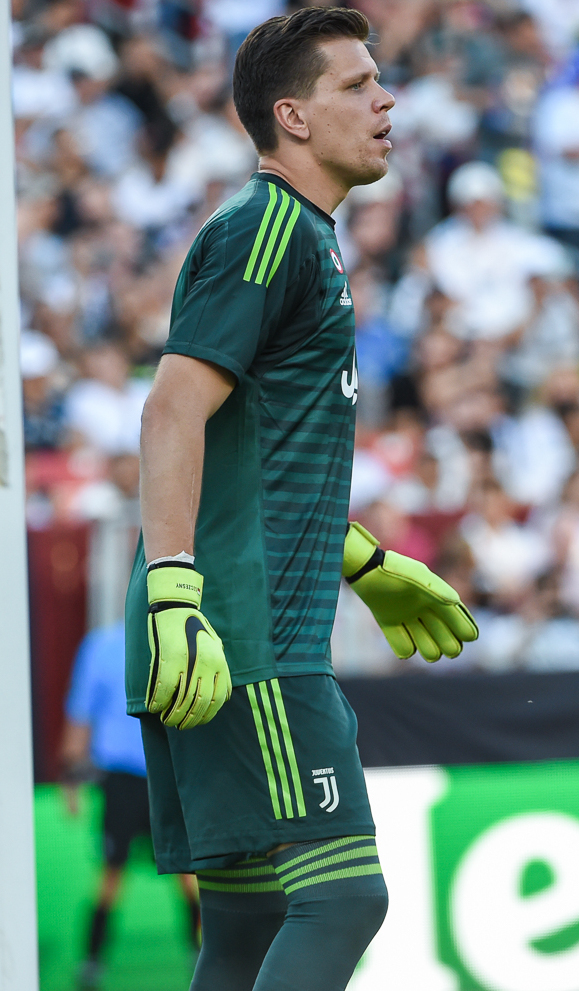
Szczęsny w 2018 roku

19 lipca 2017 podpisał czteroletni kontrakt z Juventusem. Szczęsny według planów, w pierwszym sezonie miał być zmiennikiem i uczniem Gianluigiego Buffona, aby za rok zastąpić go w klubie. Zamiar zakończenia kariery przez włoskiego bramkarza spowodował, że Szczęsny został określony przez media jego długoterminowym następcą.
Sezon rozpoczął jako rezerwowy. W nowym klubie zadebiutował 9 września 2017 zachowując czyste konto w wygranym 3:0 meczu 3. kolejki Serie A z Chievo Verona. Kolejny mecz rozegrał w 5. kolejce i zachował czyste konto w wygranym 1:0 meczu z Fiorentiną. Cztery kolejne mecze spędził na ławce rezerwowych aby powrócić do bramki 27 października 2017 na mecz ze SPAL (4:1). W kolejnym ligowym meczu z Milanem był rezerwowym, natomiast rozegrał dwa następne ligowe mecze: z Benevento (2:1) i Sampdorią (2:3). 1 grudnia 2017 w meczu z Napoli, kontuzji doznał Gianluigi Buffon. 5 grudnia 2017 w wygranym 2:0 ostatnim meczu fazy grupowej Ligi Mistrzów z Olympiakosem, Szczęsny zanotował debiut w europejskich pucharach, w barwach Juventusu. Polski bramkarz zachował czyste konto i przyczynił do zajęcia przez włoski klub drugiego miejsca w grupie gwarantującego awans do fazy pucharowej rozgrywek. Ze względu na niedyspozycję Buffona rozegrał także 7 kolejnych meczów ligowych, sześciokrotnie zachowując czyste konto, m.in. w meczu z Interem (0:0) czy Romą, w którym obronił strzał Patrika Schicka w sytuacji ''sam na sam''. Jego dobra postawa w tych meczach zaowocowała wybraniem go przez kibiców najlepszym piłkarzem grudnia. 4 lutego 2018 ustąpił miejsca w bramce Buffonowi, powracającemu po kontuzji na mecz z Sassuolo Calcio. Do końca sezonu rozegrał jeszcze 5 spotkań, z których 3 zakończyły się zwycięstwami Juventusu a dwa remisami (1:1 z Crotone oraz 0:0 z Romą). Szczęsny zachował w tych meczach dwa czyste konta. 11 kwietnia 2018 wszedł na boisko w ostatniej doliczonej minucie rewanżowego meczu 1/4 finału Ligi Mistrzów z Realem Madryt, w miejsce ukaranego czerwoną kartką Buffona, jednak nie zdołał obronić rzutu karnego wykonywanego przez Cristiano Ronaldo, po czym Juventus odpadł z rozgrywek. W sezonie 2017/2018 wystąpił łącznie w 21 spotkaniach włoskiego klubu, zachowując czyste konto w 14 z nich i zdobył z klubem pierwsze w swojej karierze mistrzostwo oraz Puchar Włoch.

#### 2018/2019
Po odejściu z klubu Gianluigiego Buffona, Szczęsny przejął po nim bluzę z numerem „1” i sezon 2018/2019 rozpoczął jako podstawowy bramkarz Juventusu. 16 stycznia 2019 zachował czyste konto w wygranym 1:0 meczu z Milanem i zdobył z klubem Superpuchar Włoch. 11 listopada 2018 podczas rywalizacji z Milanem w ramach 12. kolejki Serie A, obronił rzut karny wykonywany przez wypożyczonego z Juve do Rossonerich, Gonzalo Higuaina. W całym sezonie zagrał w 28 meczach Serie A, w tym w meczu 33. kolejki z Fiorentiną (2:1), po którym jego drużyna zapewniła sobie zdobycie tytułu mistrzowskiego, 11 razy zachowując czyste konto. W 10 ligowych meczach zgodnie z przedsezonowymi ustaleniami zastępował go sprowadzony jako zmiennik Mattia Perin. Szczęsny rozegrał także dwa spotkania w Pucharze Włoch, gdzie Juventus dotarł do ćwierćfinału oraz 10 spotkań w rozgrywkach Ligi Mistrzów, w których zachował 5 czystych kont i popisał się efektownymi paradami, m.in. w meczach fazy grupowej z Valencią (obrona uderzenia głową Mouctara Diakhaby’ego i rzutu karnego Daniego Parejo), czy też zbijając na poprzeczkę piłkę uderzoną lobem przez Antoine’a Griezmanna w pierwszym meczu 1/8 finału z Atlético Madryt. Ostatecznie dotarł z klubem do 1/4 finału rozgrywek, gdzie Juventus uległ półfinaliście ówczesnej edycji, Ajaksowi. W 2019 został nominowany do nagrody im. Lwa Jaszyna, przyznawanej przez France Football najlepszemu bramkarzowi na świecie.

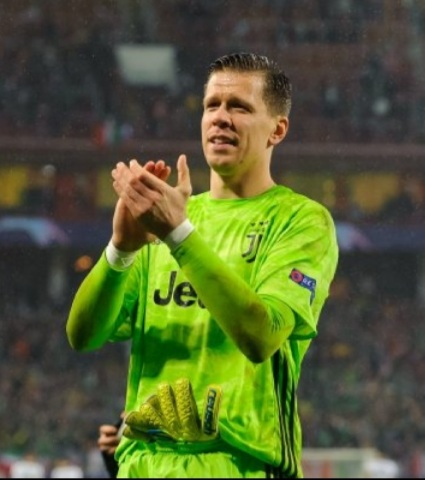
Wojciech Szczęsny po meczu Juventusu z Lokomotiwem Moskwa w Lidze Mistrzów (2019).

#### 2019/2020
W 2019 kiedy do klubu powrócił Buffon, Wojciech Szczęsny zaproponował mu oddanie numeru „1”. Włoch podziękował za propozycję jednak nie przyjął jej twierdząc, że ''jedyną słuszną rzeczą jest, by podstawowy bramkarz Szczęsny grał z numerem 1''.
Sezon 2019/2020 rozpoczął jako podstawowy bramkarz, rozegrał w nim 29 meczów w Seria A, zachowując 11 czystych kont, a także 7 spotkań w Lidze Mistrzów, w których zachował 2 czyste konta i dotarł z drużyną do 1/8 finału. W 9 meczach ligowych, jednym spotkaniu Ligi Mistrzów, a także w rozgrywkach Pucharu Włoch zastępował go Gianluigi Buffon. 7 grudnia 2019 w spotkaniu 15. kolejki Serie A przeciwko S.S. Lazio obronił rzut karny wykonywany przez Ciro Immobile, przyszłego capocannoniere rozgrywek. 11 lutego 2020 przedłużył kontakt z klubem do czerwca 2024. 26 lipca 2020 zachował czyste konto w meczu z Sampdorią (2:0) i wywalczył z Juventusem trzecie w swojej karierze mistrzostwo Włoch. Po zakończeniu sezonu został oficjalnie wybrany najlepszym bramkarzem Serie A.

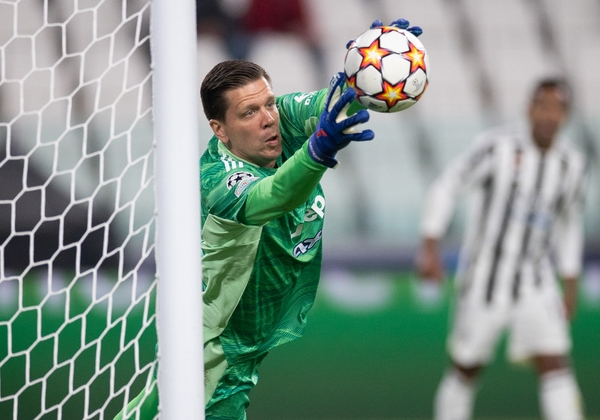
Szczęsny wykonuje paradę bramkarską podczas meczu Ligi Mistrzów z Zenitem Petersburg (2021)

#### 2020/2021
Kolejny ligowy sezon Wojciech Szczęsny rozpoczął ponownie jako numer 1 drużyny ze stolicy Piemontu. 20 stycznia 2021 pokonując 2:0 drużynę SSC Napoli sięgnął z drużyną po drugi w swojej karierze Superpuchar Włoch, a sam notując kilka bardzo dobrych interwencji został uznany najlepszym zawodnikiem spotkania. 24 stycznia 2021 w spotkaniu z Bolonią stoczył pojedynek bramkarski z rodakiem Łukaszem Skorupskim. Obaj bramkarze popisywali się w tym spotkaniu efektownymi paradami, natomiast ostatecznie czyste konto zachował Szczęsny, co pomogło Juventusowi w odniesieniu 10 ligowego zwycięstwa w sezonie i zmniejszeniu straty do liderującego Milanu. Był to 50. mecz Szczęsnego bez straty gola w barwach Juventusu. W ocenie mediów w rundzie wiosennej sezonu Szczęsny popełniał więcej błędów niż zazwyczaj, a w kilku spotkaniach były one przyczyną utraty punktów. Media oceniły, że polski bramkarz mógł lepiej zachować się przy golach m.in. z FC Porto w Lidze Mistrzów oraz w derbach z Torino. Krytyka spadła na niego również po bramkach straconych z Udinese i Milanem. Jego pomyłki wynikały wówczas z niedokładnego bronienia tzw. krótszego słupka oraz błędnego ustawiania się. Po zakończeniu sezonu pojawiły się spekulacje medialne dotyczące zainteresowania Juventusu golkiperem reprezentacji Włoch, Gianluigim Donnarummą, co wiązałoby się z odejściem Szczęsnego. W międzyczasie na stanowisko trenera Juventusu po dwuletniej przerwie powrócił Massimiliano Allegri, który był przekonany co do dalszej pracy ze Szczęsnym. Postawę Polaka ocenił również Gianluigi Buffon, który stwierdził, że „Juventus ma jednego z trzech najlepszych bramkarzy w Europie, w ostatnim roku nie był w najwyższej formie, ale odbije się''. W całym sezonie Szczęsny był podstawowym bramkarzem Juventusu w rozgrywkach Serie A oraz Ligi Mistrzów UEFA. Rozegrał łącznie 3428 minut w 38 spotkaniach, zachowując 9 czystych kont i tracąc 40 bramek. Sięgnął z drużyną po drugi w karierze Puchar Włoch, a rozgrywki ligowe zakończył na czwartym miejscu, gwarantującym występy w fazie grupowej Ligi Mistrzów kolejnego sezonu.

#### 2021/2022
W 1. kolejce Serie A popełnił dwa błędy prowadzące do straty gola, a inaugurujące sezon spotkanie z Udinese Calcio zakończyło się remisem 2:2, jednak w kolejnych meczach unormował swoją formę. 17 października 2021 obronił rzut karny wykonywany przez Jordana Veretout, w wygranym 1:0 meczu z AS Romą. 9 stycznia 2022 w kolejnej rywalizacji z Romą obronił rzut karny Lorenzo Pellegriniego, a mecz zakończył się zwycięstwem Juventusu 4:3. 12 marca 2022 w meczu z Sampdorią (3:1) obronił rzut karny wykonywany przez Antonio Candrevę. W sezonie rozegrał 33 mecze, na boisku spędził 2 970 minut. Zachował 12 czystych kont. Juventus ponownie zakończył rozgrywki ligowe na 4. miejscu w tabeli, a także dotarł do 1/8 finału Ligi Mistrzów UEFA, gdzie odpadł w rywalizacji z Villarrealem. 

#### 2022/2023
Kampanię ligową ze względu na kontuzję przywodzicieli rozpoczął w 3. kolejce od meczu z Romą (1:1). Następnie ze względu na uraz kostki opuścił dwa mecze (5,6 kolejka). W sezonie 2022/2023 w barwach Juventusu rozegrał 28 meczów, wszystkie od początku, co przełożyło się na 2 473 minut spędzonych na boisku. Zachował łącznie 15 czystych kont. Juventus zajął 7. miejsce w tabeli Serie A. W rozgrywkach Ligi Mistrzów, klub zajął 3. miejsce co pozwoliło mu na kwalifikację do fazy pucharowej Ligi Europy UEFA, ze Szczęsnym jako podstawowym bramkarzem Juventus dotarł do półfinału rozgrywek gdzie musiał uznać wyższość Sevilli. 

#### 2023/2024
W sezonie 2023/2024 rozegrał 35 meczów, również od początku. Łącznie jego licznik zatrzymał się na 3 150 rozegranych minutach. Zachował 15 czystych kont. Po sezonie w jednym z wywiadów określił kampanię 2023/2024 swoim najlepszym sezonem w karierze. Juventus zajął wówczas 3. miejsce w tabeli Serie A. Po zakończeniu sezonu wskutek polityki finansowej klubu, Szczęsny otrzymał informację, że nie będzie uwzględniony w projekcie sportowym klubu na kolejny sezon, mimo obowiązującego do 2025 kontraktu. W międzyczasie otrzymał lukratywną ofertę od saudyjskiego klubu Al-Nassr, lecz transfer ostatecznie nie doszedł do skutku. Finalnie Szczęsny wynegocjował z klubem warunki rozstania, a 14 sierpnia 2024 Juventus poinformował o rozwiązaniu kontraktu ze Szczęsnym za porozumieniem stron.  

### Decyzja o zakończeniu kariery
Po rozwiązaniu kontraktu z Juventusem, Szczęsny pozostawał wolnym agentem, i wraz ze swoją agencją badał możliwości rynkowe. Zainteresowanie pozyskaniem polskiego golkipera wykazały Arsenal, Manchester United, Ajax, Fiorentina i Monza, co przyznał w mediach prezydent klubu Adriano Galliani. Zainteresowanie Arsenalu i Manchesteru United wiązałoby się najpewniej z rolą zmiennika - Szczęsny nie był zainteresowany taką rolą, ale także występami w mniejszych klubach. Ze względów rodzinnych (narodziny drugiego dziecka) nie był także zwolennikiem dalekiej przeprowadzki. Szczęsny brał pod uwagę występy jako zmiennik tylko w największych klubach – nawiązał nawet kontakt ze znanym mu bramkarzem, Thibautem Courtois, celem wybadania sytuacji bramkarzy w Realu Madryt, natomiast wskutek pozostania w klubie rezerwowego bramkarza Andrija Łunina, zaniechał dalszych działań. 

W konsekwencji, 27 sierpnia 2024 podjął decyzję o zakończeniu profesjonalnej kariery, co początkowo planował na rok 2025 po wygaśnięciu kontraktu z Juventusem. Mimo że we wcześniejszych wywiadach podkreślał, że ''nie będzie grał w piłkę do 40-stki'', jego decyzja zaskoczyła opinię publiczną i m.in. przez selekcjonera Michała Probierza uznana została za przedwczesną. Selekcjoner reprezentacji Polski powiedział wówczas: ''Moje prywatne zdanie jest takie, że nie wytrzyma Wojtek za długo, ponieważ jest za młody i wróci jeszcze do grania''. Szczęsny w pożegnalnym wpisie na Instagramie napisał: ''Dzisiaj moje ciało wciąż czuje się gotowe na wyzwania, ale mojego serca już w tym nie ma. Czuję, że teraz nadszedł czas, aby poświęcić całą moją uwagę mojej rodzinie – mojej wspaniałej żonie Marinie i dwójce naszych pięknych dzieci Liamowi i Noelii''. Życzenia i gratulacje złożyli mu m.in. Thibaut Courtois, Alvaro Morata i Sergio Ramos. 

### Powrót do gry
Kiedy 22 września 2024 w meczu 6. kolejki La Liga pomiędzy Villarrealem a FC Barceloną, podstawowy bramkarz i kapitan katalońskiej drużyny, Marc Andre-Ter Stegen, doznał poważnej kontuzji kolana, sportowe media po analizie dostępnych na rynku bramkarzy niemal natychmiast wymieniły Szczęsnego, jako jednego z głównych kandydatów do zastąpienia niemieckiego bramkarza (wraz z nim wymieniano m.in. Keylora Navasa i Claudio Bravo). W niedługim czasie FC Barcelona nawiązała kontakt z mieszkającym wówczas w Marbelli Szczęsnym i po aprobacie trenera Hansiego Flicka złożyła mu ofertę kontraktu. Pytany przez kataloński ''Sport'' o negocjacje transferowe powiedział: ''Bardzo szanuję historię FC Barcelony. To jeden z najlepszych klubów na świecie. Rozumiem trudną sytuację, jaka się u nich pojawiła po kontuzji Ter Stegena i uważam, że brakiem szacunku z mojej strony byłoby nierozważenie tej opcji''. 30 września 2024 polski bramkarz pomyślnie przeszedł testy medyczne przed transferem do klubu, a dzień później obejrzał z trybun Estadi Olímpic Lluís Companys mecz Barcelony z BSC Young Boys rozgrywany w ramach 2. kolejki fazy ligowej Ligi Mistrzów UEFA. 

### FC Barcelona

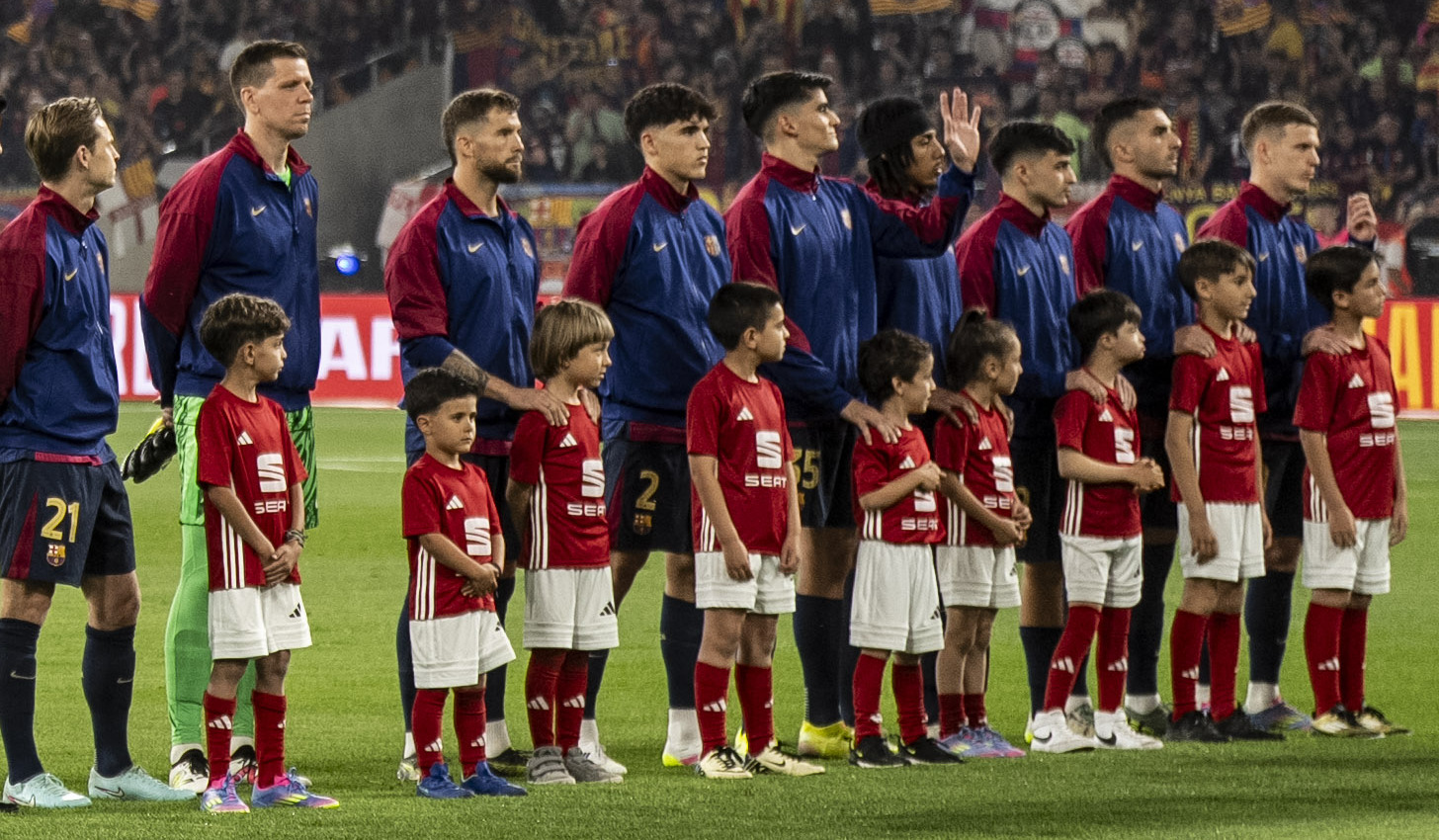
Szczęsny wraz z drużyną Barcelony przed finałem Copa del Rey 2024/2025

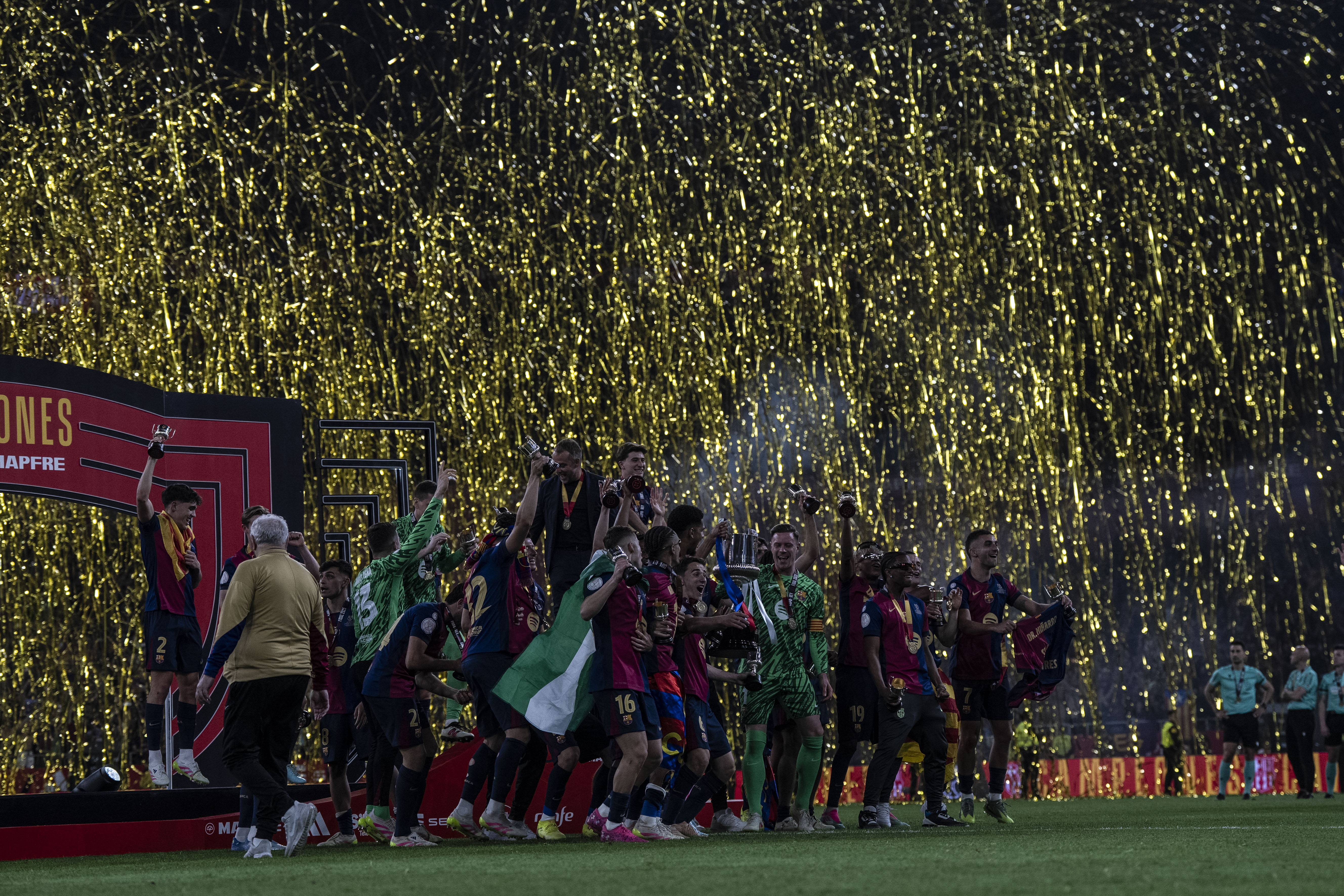
Drużyna Barcelony ze Szczęsnym świętująca zdobycie Copa del Rey (2025)

#### 2024/2025
2 października 2024 podpisał obowiązujący do 30 czerwca 2025 kontrakt z hiszpańskim klubem FC Barcelona. 20 października 2024 znalazł się w kadrze meczowej na ligowy mecz z Sevillą, natomiast trener Hansi Flick, poinformował, że nie ma powodu do zmiany bramkarza i podstawowym golkiperem pozostanie Iñaki Peña. Zadebiutował 4 stycznia 2025 w meczu 1/16 finału Pucharu Króla przeciwko UD Barbastro, w którym zachował czyste konto, a Barcelona wygrała 4:0 (dwie bramki zdobył Robert Lewandowski). 8 stycznia 2025 wystąpił w rozgrywanym w Dżuddzie meczu półfinału Superpucharu Hiszpanii z Athletic Bilbao, który zakończył się zwycięstwem Barcelony 2:0. 12 stycznia 2025 wystąpił w wyjściowym składzie w finale Superpucharu Hiszpanii przeciwko Realowi Madryt. W 54 minucie meczu został ukarany czerwoną kartką za faul na Kylianie Mbappe. Ostatecznie spotkanie zakończyło się zwycięstwem Barcelony 5:2, a Szczęsny zdobył swoje pierwsze trofeum z klubem. Kolejny mecz w 1/8 finału Copa del Rey z Betisem opuścił ze względu na zawieszenie po czerwonej kartce, a następny mecz ligowy z Getafe (1:1) spędził na ławce rezerwowych. 21 stycznia wystąpił w pierwszym składzie w meczu Ligi Mistrzów UEFA z Benficą, który zakończył się zwycięstwem Barcelony 5:4. W meczu popełnił dwa błędy, a także zaliczył dwie kluczowe interwencje i utrzymał miejsce w podstawowym składzie także na następny mecz ligowy, kiedy to 26 stycznia 2025 w wygranym 7:1 meczu z Valencią zadebiutował w rozgrywkach La Liga i od tej pory stał się podstawowym bramkarzem notując z meczu na mecz coraz lepsze interwencje. 26 kwietnia 2025 zwyciężył rozgrywki Pucharu Króla, pokonując Real Madryt 3:2.  

## Kariera reprezentacyjna

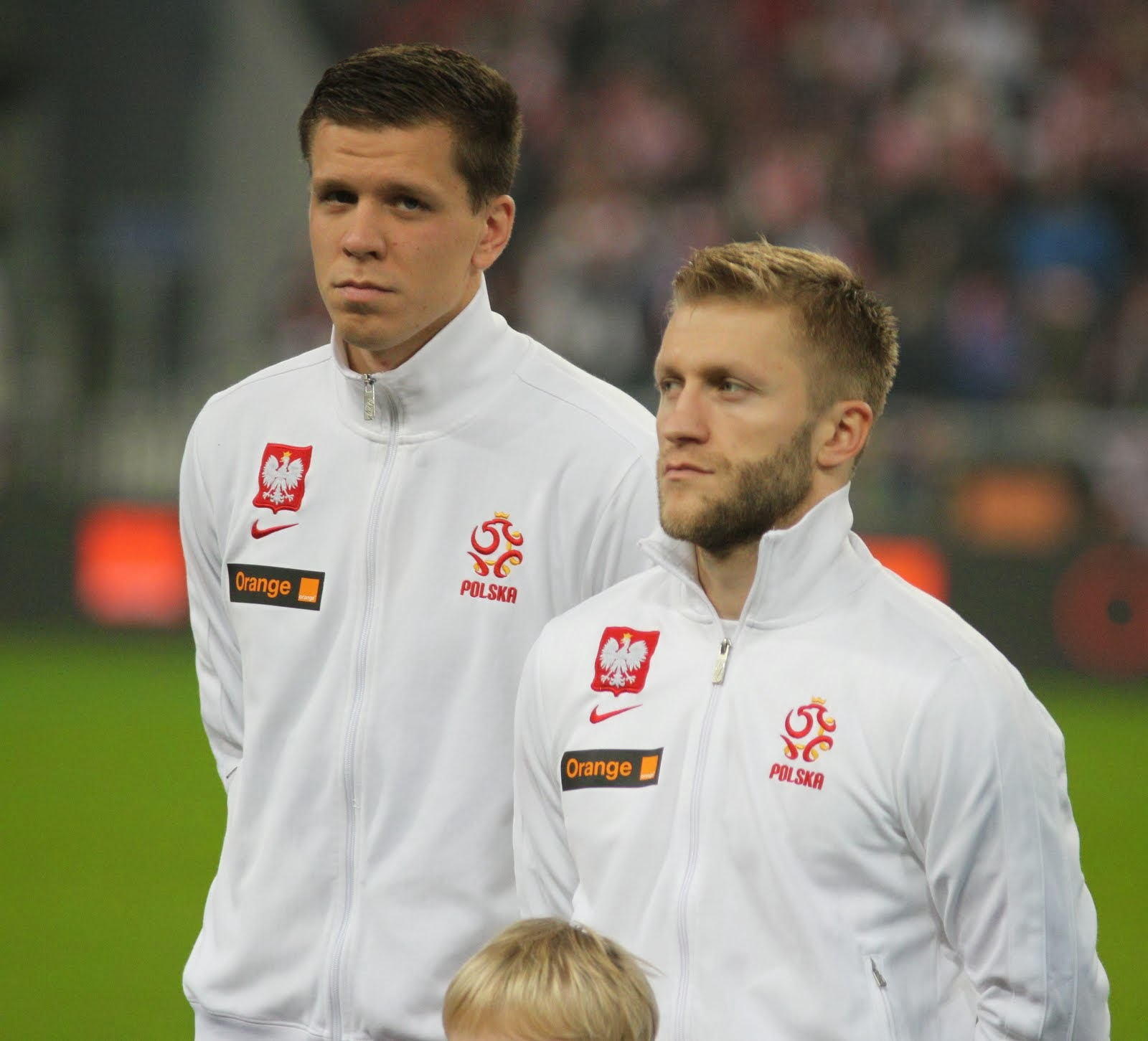
Wojciech Szczęsny i Jakub Błaszczykowski przed towarzyskim meczem z Irlandią (2013)

### Polska

#### 2007–2012
Wystąpił w meczu reprezentacji Europy U-18 przeciwko Afryce, rozegranym w Barcelonie. Był również jednym z dwóch najmłodszych zawodników w kadrze reprezentacji Polski na Mistrzostwa Świata U-20 w 2007.
18 maja 2008 został awaryjnie powołany na zgrupowanie przygotowawcze polskiej kadry do Mistrzostw Europy 2008, ponieważ Artur Boruc i Tomasz Kuszczak nie zakończyli jeszcze sezonów w swoich klubach. Podczas tego zgrupowania wystąpił w nieoficjalnym meczu z drugoligowym klubem szwajcarskim FC Schaffhausen, zastępując w 70. minucie Łukasza Fabiańskiego.
Pod koniec października 2009 został powołany przez Franciszka Smudę na mecze towarzyskie z Rumunią i Kanadą. W barwach narodowych zadebiutował 18 listopada 2009 w spotkaniu z Kanadą, zastępując w drugiej połowie Tomasza Kuszczaka. W 2010 nie zagrał w żadnym meczu reprezentacji Polski. Do kadry powrócił 9 lutego 2011 na towarzyski mecz z Norwegią. Od tego momentu do rozpoczęcia Mistrzostw Europy 2012 grywał w niej regularnie i z czasem stał się podstawowym bramkarzem drużyny narodowej. Szczęsny o pozycję pierwszego bramkarza rywalizował głównie z Łukaszem Fabiańskim, wówczas klubowym kolegą z Arsenalu. W środowisku piłkarskim krążyło powiedzenie Smudy, że ''bramkarza na Euro wybierze Arsene Wenger''. Ostatecznie regularne występy w angielskim klubie przełożyły się na występy Szczęsnego w narodowych barwach.

##### ME 2012
27 maja 2012 selekcjoner Franciszek Smuda powołał go do kadry na Mistrzostwa Europy 2012. Turniej rozpoczął jako podstawowym bramkarz drużyny narodowej. 8 czerwca 2012 w meczu inauguracyjnym Mistrzostw Europy 2012 przeciwko reprezentacji Grecji, rozgrywanym na Stadionie Narodowym w Warszawie, przy stanie 1:1, będąc w sytuacji „sam na sam” i chcąc nie dopuścić do strzału na pustą bramkę, nieprzepisowo zatrzymał Dimitrisa Salpingidisa, w wyniku czego hiszpański sędzia Carlos Velasco Carballo podyktował rzut karny i ukarał polskiego zawodnika czerwoną kartką. Tym samym Szczęsny stał się pierwszym polskim piłkarzem, który otrzymał czerwoną kartkę na Mistrzostwach Europy. W bramce zastąpił go Przemysław Tytoń, który obronił rzut karny wykonany przez kapitana Greków – Jorgosa Karangunisa. Mecz zakończył się wynikiem 1:1. Ze względu na zawieszenie za czerwoną kartką nie wystąpił w kolejnym meczu fazy grupowej przeciwko Rosji (1:1), a ostatni mecz z Czechami (0:1) spędził na ławce rezerwowych. Ostatecznie polska drużyna odpadła z turnieju po fazie grupowej.
15 sierpnia 2012 wystąpił w przegranym meczu z Estonią (0:1) w debiucie selekcjonerskim Waldemara Fornalika. Pod wodzą tego selekcjonera zagrał jeszcze w meczach towarzyskich: z Irlandią (6.02.2012; 0:2) oraz Danią (14.08.2013; 3:2), a także w meczu eliminacji do Mistrzostw Świata 2014 przeciwko Anglii (15.10.2013; 0:2). W większości meczów pierwszym bramkarzem był Artur Boruc.

#### 2012–2018

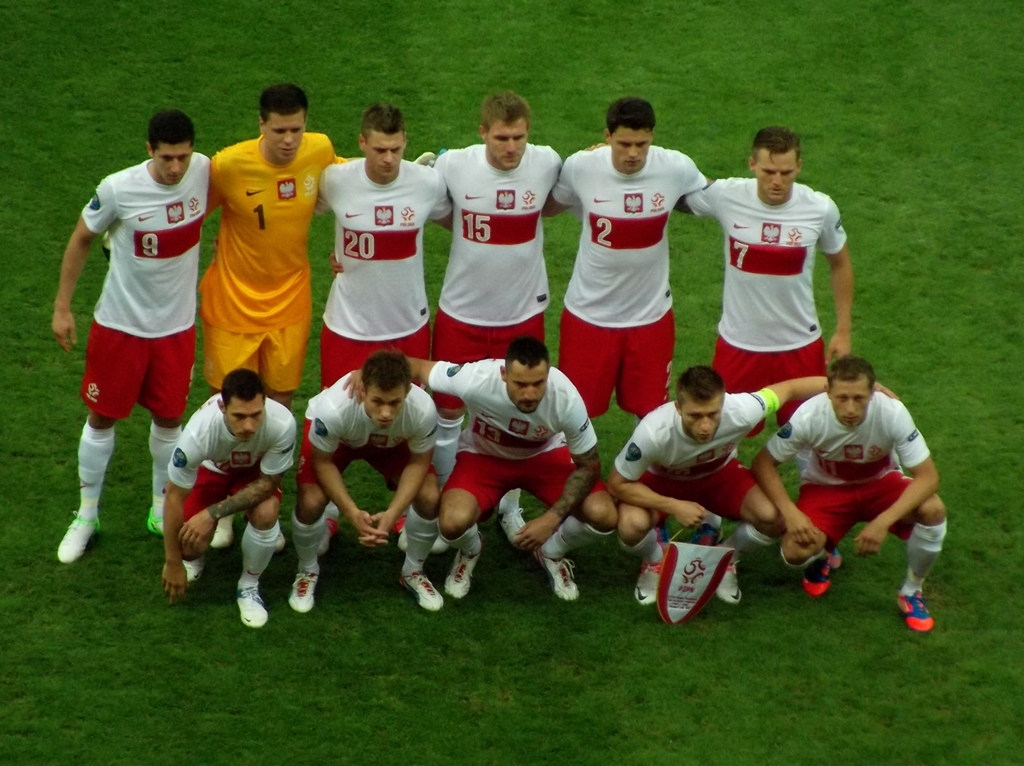
Wojciech Szczęsny (żółta koszulka) podczas Mistrzostw Europy 2012

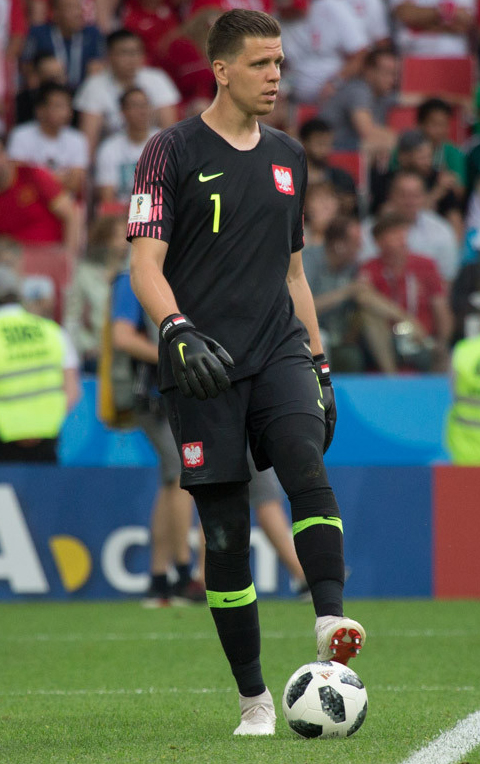
Wojciech Szczęsny podczas Mistrzostw Świata 2018

30 października 2013 został powołany przez selekcjonera reprezentacji Polski Adama Nawałkę na mecze towarzyskie ze Słowacją i Irlandią. W kontekście obsady bramki selekcjoner powiedział: ''Spotkałem się z Arturem Borucem i Wojtkiem Szczęsnym. Powiedziałem im, że realia są takie, iż mamy dwóch bramkarzy światowej klasy''. W pierwszym meczu ze Słowacją (0:2) usiadł na ławce rezerwowych, natomiast wyszedł w pierwszym składzie i zachował czyste konto przeciwko Irlandii (0:0). Po powrocie do kadry Łukasza Fabiańskiego, to właśnie z nim Szczęsny ponownie rywalizował o miano pierwszego bramkarza. Został pierwszym bramkarzem kadry i zachował czyste konto w pierwszym meczu eliminacji do Mistrzostw Europy 2016 z Gibraltarem (7:0), w kolejnym meczu eliminacyjnym, przeciwko ówczesnym mistrzom świata – reprezentacji Niemiec, zanotował 9 obronionych strzałów i 7 przechwytów, a mecz zakończył się pierwszym w historii zwycięstwem reprezentacji Polski w piłce nożnej nad drużyną Niemiec (2:0). Zagrał także w dwóch następnych spotkaniach eliminacji, przeciwko Szkocji (2:2) i Gruzji (4:0). W następnych sześciu meczach eliminacyjnych był rezerwowym, a rolę pierwszego bramkarza pełnił Łukasz Fabiański. Ostatecznie rozegrał w eliminacjach cztery spotkania a Polska zajmując drugie miejsce w grupie awansowała do turnieju finałowego.

##### ME 2016
30 maja 2016 Adam Nawałka powołał go do składu na Mistrzostwa Europy 2016. 1 czerwca 2016 wystąpił w meczu towarzyskim z Holandią (1:2), co jak podawały media miało oznaczać, że to właśnie on wygrał rywalizację o miano pierwszego bramkarza na turnieju mistrzowskim. Przed mistrzostwami selekcjoner poinformował, że pierwszym bramkarzem reprezentacji będzie Szczęsny. 12 czerwca 2016 wystąpił i zachował czyste konto w wygranym 1:0 meczu inauguracyjnym z Irlandią Północną, natomiast w starciu z Kyle’em Laffertym doznał kontuzji uda, która wykluczyła go z gry w dalszej fazie turnieju. W bramce zastąpił go Łukasz Fabiański, a reprezentacja Polski dotarła do ćwierćfinału, odnosząc najlepszy wynik w historii swoich występów na mistrzostwach Europy.
Po zakończeniu turnieju był zmiennikiem Fabiańskiego w pierwszych czterech meczach eliminacji do Mistrzostw Świata 2018. Rozegrał mecze eliminacyjne z Rumunią (3:1), Armenią (6:1) i Czarnogórą (4:2) a Polska zajmując pierwsze miejsce w grupie awansowała na rozgrywane w Rosji mistrzostwa. 13 listopada 2017 w meczu towarzyskim z Meksykiem (0:1), pełnił funkcję kapitana reprezentacji Polski.

#### 2018–2024

##### MŚ 2018
4 czerwca 2018 Adam Nawałka powołał go do 23-osobowego składu na Mistrzostwa Świata 2018, a następnie ogłosił, że będzie podstawowym bramkarzem na turnieju. Na mundialu Szczęsny wystąpił w meczach z Senegalem (1:2) oraz Kolumbią (0:3), a reprezentacja Polski zakończyła udział w mistrzostwach po fazie grupowej.
27 sierpnia 2018 selekcjoner Jerzy Brzęczek powołał go na spotkanie Ligi Narodów z Włochami oraz mecz towarzyski z Irlandią. Spotkanie z reprezentacją Włoch (1:1) spędził na ławce rezerwowych, natomiast w meczu z Irlandią (1:1), rozegrał 90 minut. Decyzją selekcjonera występy w kadrze ponownie dzielił z Łukaszem Fabiańskim. W eliminacjach do mistrzostw Europy rozegrał łącznie sześć spotkań i zajmując pierwsze miejsce w grupie, wywalczył z drużyną awans na turniej.
13 marca 2021 selekcjoner Paulo Sousa powołał go na mecze eliminacyjne MŚ 2022 z Węgrami, Andorą i Anglią oraz poinformował, że będzie pierwszym bramkarzem reprezentacji. We wszystkich trzech spotkaniach wystąpił w podstawowym składzie. 

##### ME 2020
17 maja 2021 Paulo Sousa powołał go na Mistrzostwa Europy 2020. 14 czerwca 2021 w pierwszym meczu turnieju ze Słowacją (1:2) piłka po strzale przeciwnika odbiła się od słupka, a następnie od niego i wpadła do bramki. Szczęsny został wówczas pierwszym bramkarzem w historii mistrzostw Europy, który zanotował samobójcze trafienie. Wystąpił także w meczach z Hiszpanią (1:1) oraz Szwecją (2:3), a reprezentacja zakończyła udział w turnieju po fazie grupowej.

##### MŚ 2022
21 listopada 2022 odbył się pierwszy mecz Polski na Mistrzostwach Świata 2022. Szczęsny zachował czyste konto w meczu z Meksykiem, który zakończył się remisem (0:0). Kolejny mecz w fazie grupowej Polska wygrała z Arabią Saudyjską (2:0), znowu zachowując czyste konto. Szczęsny obronił rzut karny i stał się bohaterem meczu. 30 listopada 2022 odbył się trzeci mecz fazy grupowej Polska – Argentyna. Polska, aby awansować z grupy, musiała ograniczyć stracone gole, ponieważ w przypadku wygrana Meksyku wskazywała na awans drużyny o lepszym bilansie bramek. Szczęsny po raz kolejny zaliczył świetny występ i w drugim meczu z rzędu obronił rzut karny, którego wykonywał Lionel Messi. Szczęsny został  trzecim bramkarzem w historii piłki nożnej, który obronił dwa strzały z rzutu karnego na jednym turnieju. Po mundialu został wybrany piłkarzem roku w Polsce w plebiscycie redakcji Sportu, a także nominowany do nagrody Sportowca Roku w 88. Plebiscycie Przeglądu Sportowego (zajął 19. miejsce).   
21 marca 2024 występując w wygranym 5:1 półfinale baraży o awans do Mistrzostw Europy 2024 z Estonią, rozegrał 80. spotkanie w reprezentacji Polski i dołączył do Klubu Wybitnych Reprezentantów.   
26 marca 2024 podczas finału baraży z Walią w Cardiff o awans do Mistrzostw Europy rozgrywanych w tym samym roku w serii rzutów karnych (w regulaminowym czasie i następnie po dogrywce było 0:0) przy stanie 5:4 dla Polski obronił decydujący rzut karny wykonywany przez reprezentanta Walii Daniela Jamesa dzięki czemu reprezentacja Polski zakwalifikowała się na Euro 2024.  

##### ME 2024
29 maja selekcjoner Michał Probierz powołał go do składu na Mistrzostwa Europy 2024. Na turnieju wystąpił w dwóch z trzech rozegranych przez kadrę meczach na Euro 2024: w przegranych z Holandią (1:2) i Austrią (1:3).  
Mimo wznowienia kariery piłkarskiej, w październiku 2024, poinformował, że z szacunku do rywalizujących o miejsce w składzie następców, nie wróci do reprezentacji. Mecz z Austrią na Stadionie Olimpijskim w Berlinie 21 czerwca 2024 był jego ostatnim meczem międzypaństwowym. 
12 października 2024 przed meczem Ligi Narodów z Portugalią, na Stadionie Narodowym w Warszawie, został oficjalnie pożegnany przez Polski Związek Piłki Nożnej. 

## Styl gry

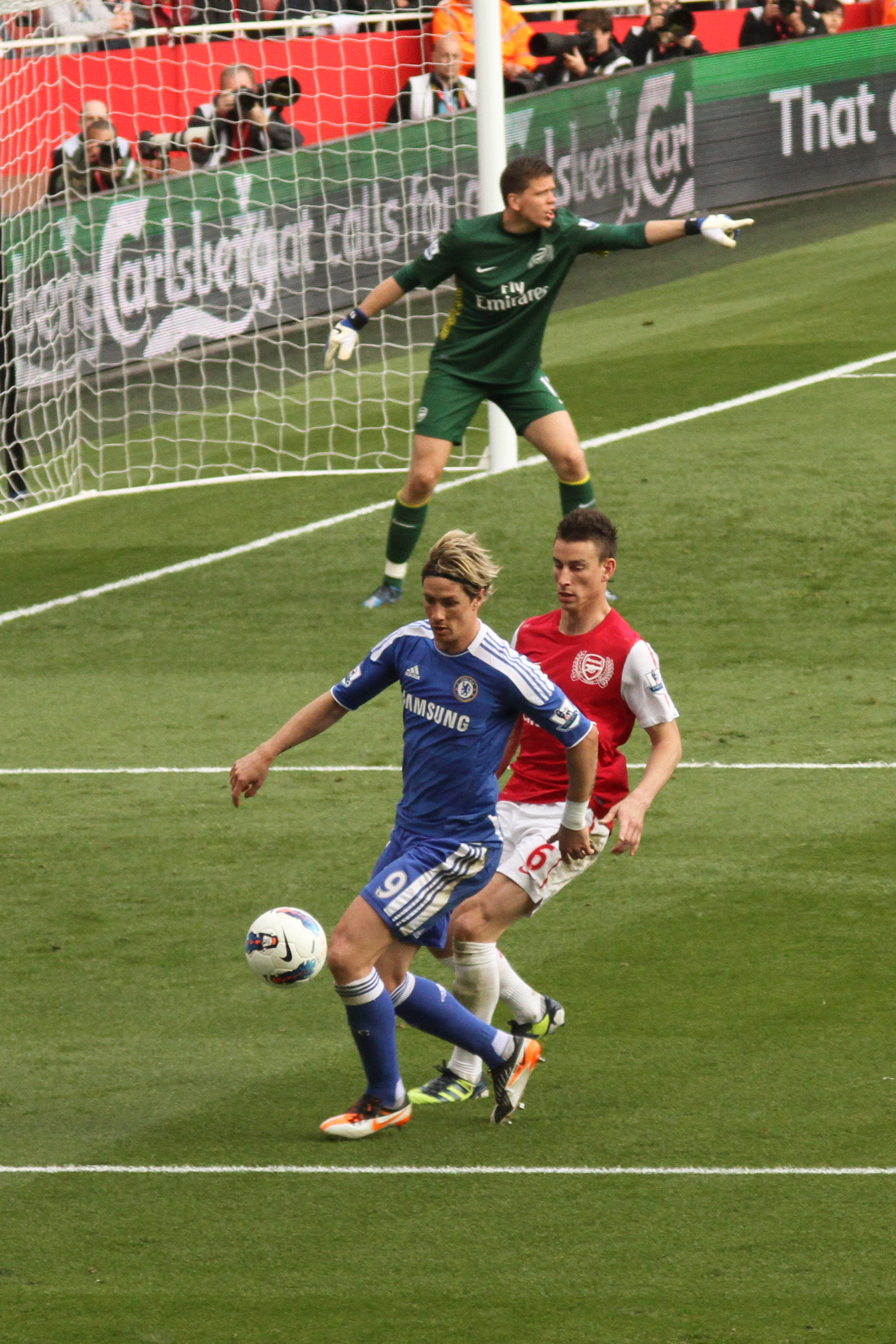
Szczęsny (drugi plan) instruuje obrońców w rywalizacji z Chelsea

Jest prawonożnym piłkarzem, który występuje na pozycji bramkarza. Od najmłodszych lat był uznawany za utalentowanego bramkarza. Podczas występów w Arsenalu zyskał opinię obiecującego bramkarza, którego cechowały m.in. bardzo dobre warunki fizyczne, zwinność, szybkość reakcji, dobra gra na linii bramkowej i dobra mentalność. Media w czasach gry na angielskich boiskach krytykowały go jednak za brak odpowiedniego skupienia podczas meczów, przydarzające się błędy techniczne, niedokładne przerzuty i błędy na przedpolu. Trenerzy, a także partnerzy z zespołów, w których występował, zwracali uwagę na silny charakter piłkarza, który zdaniem wielu pomógł mu osiągnąć poziom międzynarodowy. Szczęsny na boisku emanuje pewnością siebie, która na początku jego kariery, m.in. podczas występów w Anglii, graniczyła z arogancją. Kiedy w 2008 z drużyną Arsenalu gościnnie trenował David Beckham, Szczęsny przywitał go w szatni słowami: Cześć, Jak masz na imię?, co – jak przyznał po latach Polak – spotkało się z zażenowaniem jednego z najpopularniejszych sportowców na świecie, ale także zobrazowało charakter i pewność siebie młodego wówczas piłkarza.
Po transferze do Włoch w 2015 znacząco ustabilizował swoją formę, będąc liderem drużyny AS Roma, a jego dobre występy w tym klubie zaowocowały transferem do Juventusu. Zdaniem obserwatorów i samego zainteresowanego, znacząco dojrzał, co wiązało się z faktem, iż założył rodzinę. W 2016 były menedżer Arsene Wenger, określił go bramkarzem klasy światowej.
Szczęsny uchodzi za piłkarza świadomego taktycznie. W 2017 jako przyczynę wzrostu i znaczącego ustabilizowania swojej formy wskazał różnice pomiędzy przygotowaniami bramkarzy w Anglii i Włoszech, na korzyść fachowców z Półwyspu Apenińskiego. Jako osoby, które odegrały kluczową rolę w jego bramkarskim rozwoju, wskazał swoich trenerów z czasów Romy: Luciano Spallettiego oraz trenera bramkarzy, Guido Nanniego. Podkreślił, że po transferze do Romy jego rola jako „bramkarza włączonego w grę” znacząco się zmieniła.
Po transferze do Juventusu z powodzeniem zastąpił w bramce Gianluigiego Buffona, z czasem stając się liderem drużyny, a także zostając oficjalnie uznanym najlepszym bramkarzem Serie A oraz będąc nominowanym do nagrody Lwa Jaszyna, dla najlepszego bramkarza na świecie.
Podczas występów w Juventusie cechował go refleks, technika bramkarska, dobra gra nogami oraz dobra orientacja swojej pozycji w bramce, a także odległości na boisku i konsekwencja oraz umiejętność radzenia sobie z presją. Jego styl gry w porównaniu z występami w Arsenalu, Brentford oraz Romie stał się mniej spektakularny i efektowny, natomiast bardziej wyważony i skuteczny. Guido Nanni, który pracował ze Szczęsnym podczas jego gry w Romie, w 2017 pochwalił go za poświęcenie na treningach, a także ciągły rozwój i m.in. poprawę szybkiego wybicia się do piłki z parteru, czy też obrony niskich uderzeń. Trener zwrócił również uwagę na inteligencję bramkarza, jego chłodną postawę, spokój i opanowanie w bramce, a także umiejętność gry nogami. Jako mankament w jego grze obserwatorzy wskazywali brak zdecydowania bądź pasywność przy wychodzeniu do dośrodkowań, co w niektórych sytuacjach prowadzi do braku reakcji przy strzałach głową z bliskiej odległości i w konsekwencji utraty bramki. Zdarzało mu się też popełniać błędy wynikające z błędnego ustawiania się (np. mecz Polska-Węgry, 25.03.2021) bądź niedokładnego bronienia krótszego słupka. W 2020 Guido Nanni uznał Szczęsnego za jednego z najlepszych bramkarzy na świecie, a opinię podzielił z nim dyrektor sportowy Juventusu, Fabio Paratici. W 2020 trener Juventusu, Andrea Pirlo powiedział, że Szczęsny to „bramkarz klasy światowej, który emanuje pewnością siebie”. 

## Statystyki

### Klubowe
Stan na 9 maja 2025
| Klub               | Sezon              | Liga               | Liga  | Liga   | Puchar kraju | Puchar kraju | Puchar ligi | Puchar ligi | Europa | Europa | Inne  | Inne   | Suma  | Suma   |
| Klub               | Sezon              | Liga               | Mecze | Bramki | Mecze        | Bramki       | Mecze       | Bramki      | Mecze  | Bramki | Mecze | Bramki | Mecze | Bramki |
| ------------------ | ------------------ | ------------------ | ----- | ------ | ------------ | ------------ | ----------- | ----------- | ------ | ------ | ----- | ------ | ----- | ------ |
| Arsenal            | 2009/2010          | Premier League     | –     | –      | –            | –            | 1           | 0           | –      | –      | –     | –      | 1     | 0      |
| Arsenal            | Ogółem             | Ogółem             | 0     | 0      | 0            | 0            | 1           | 0           | 0      | 0      | 0     | 0      | 1     | 0      |
| Brentford (wyp.)   | 2009/2010          | League One         | 28    | 0      | –            | –            | –           | –           | –      | –      | –     | –      | 28    | 0      |
| Brentford (wyp.)   | Ogółem             | Ogółem             | 28    | 0      | 0            | 0            | 0           | 0           | 0      | 0      | 0     | 0      | 28    | 0      |
| Arsenal            | 2010/2011          | Premier League     | 15    | 0      | 2            | 0            | 5           | 0           | 2      | 0      | –     | –      | 24    | 0      |
| Arsenal            | 2011/2012          | Premier League     | 38    | 0      | 1            | 0            | –           | –           | 9      | 0      | –     | –      | 48    | 0      |
| Arsenal            | 2012/2013          | Premier League     | 25    | 0      | 4            | 0            | 1           | 0           | 3      | 0      | –     | –      | 33    | 0      |
| Arsenal            | 2013/2014          | Premier League     | 37    | 0      | –            | –            | –           | –           | 9      | 0      | –     | –      | 46    | 0      |
| Arsenal            | 2014/2015          | Premier League     | 17    | 0      | 5            | 0            | –           | –           | 6      | 0      | 1     | 0      | 29    | 0      |
| Arsenal            | Ogółem             | Ogółem             | 132   | 0      | 12           | 0            | 6           | 0           | 29     | 0      | 1     | 0      | 180   | 0      |
| AS Roma (wyp.)     | 2015/2016          | Serie A            | 34    | 0      | –            | –            | –           | –           | 8      | 0      | –     | –      | 42    | 0      |
| AS Roma (wyp.)     | 2016/2017          | Serie A            | 38    | 0      | –            | –            | –           | –           | 1      | 0      | –     | –      | 39    | 0      |
| AS Roma (wyp.)     | Ogółem             | Ogółem             | 72    | 0      | 0            | 0            | 0           | 0           | 9      | 0      | 0     | 0      | 81    | 0      |
| Juventus           | 2017/2018          | Serie A            | 17    | 0      | 2            | 0            | –           | –           | 2      | 0      | –     | –      | 21    | 0      |
| Juventus           | 2018/2019          | Serie A            | 28    | 0      | 2            | 0            | –           | –           | 10     | 0      | 1     | 0      | 41    | 0      |
| Juventus           | 2019/2020          | Serie A            | 29    | 0      | 0            | 0            | –           | –           | 7      | 0      | 1     | 0      | 37    | 0      |
| Juventus           | 2020/2021          | Serie A            | 30    | 0      | 0            | 0            | –           | –           | 7      | 0      | 1     | 0      | 38    | 0      |
| Juventus           | 2021/2022          | Serie A            | 33    | 0      | 0            | 0            | –           | –           | 7      | 0      | 0     | 0      | 40    | 0      |
| Juventus           | 2022/2023          | Serie A            | 28    | 0      | 0            | 0            | –           | –           | 12     | 0      | 0     | 0      | 40    | 0      |
| Juventus           | 2023/2024          | Serie A            | 35    | 0      | 0            | 0            | –           | –           | –      | –      | 0     | 0      | 35    | 0      |
| Juventus           | Ogółem             | Ogółem             | 200   | 0      | 4            | 0            | 0           | 0           | 45     | 0      | 3     | 0      | 252   | 0      |
| FC Barcelona       | 2024/2025          | Primera División   | 13    | 0      | 5            | 0            | –           | –           | 8      | 0      | 2     | 0      | 28    | 0      |
| Ogólnie w karierze | Ogólnie w karierze | Ogólnie w karierze | 445   | 0      | 21           | 0            | 7           | 0           | 91     | 0      | 6     | 0      | 570   | 0      |

### Reprezentacyjne
| Reprezentacja | Rok  | Mecze | Bramki |
| ------------- | ---- | ----- | ------ |
| Polska        |      |       |        |
| 2009          | 1    | 0     |        |
| 2011          | 6    | 0     |        |
| 2012          | 5    | 0     |        |
| 2013          | 4    | 0     |        |
| 2014          | 6    | 0     |        |
| 2015          | 2    | 0     |        |
| 2016          | 4    | 0     |        |
| 2017          | 4    | 0     |        |
| 2018          | 8    | 0     |        |
| 2019          | 6    | 0     |        |
| 2020          | 3    | 0     |        |
| 2021          | 13   | 0     |        |
| 2022          | 8    | 0     |        |
| 2023          | 9    | 0     |        |
| 2024          | 5    | 0     |        |
| Suma          | Suma | 84    | 0      |

| Mecze i gole w reprezentacji | Mecze i gole w reprezentacji | Mecze i gole w reprezentacji | Mecze i gole w reprezentacji | Mecze i gole w reprezentacji | Mecze i gole w reprezentacji |
| Lp.                          | Data                         | Miasto                       | Przeciwnik                   | Wynik                        | Rozgrywki                    |
| ---------------------------- | ---------------------------- | ---------------------------- | ---------------------------- | ---------------------------- | ---------------------------- |
| 1.                           | 18.11.2009                   | Bydgoszcz                    | Kanada                       | 1:0                          | towarzyski                   |
| 2.                           | 09.02.2011                   | Faro                         | Norwegia                     | 1:0                          | towarzyski                   |
| 3.                           | 05.06.2011                   | Warszawa                     | Argentyna                    | 2:1                          | towarzyski                   |
| 4.                           | 09.06.2011                   | Warszawa                     | Francja                      | 0:1                          | towarzyski                   |
| 5.                           | 10.08.2011                   | Lubin                        | Gruzja                       | 1:0                          | towarzyski                   |
| 6.                           | 06.09.2011                   | Gdańsk                       | Niemcy                       | 2:2                          | towarzyski                   |
| 7.                           | 11.11.2011                   | Wrocław                      | Włochy                       | 0:2                          | towarzyski                   |
| 8.                           | 29.02.2012                   | Warszawa                     | Portugalia                   | 0:0                          | towarzyski                   |
| 9.                           | 26.05.2012                   | Klagenfurt                   | Słowacja                     | 1:0                          | towarzyski                   |
| 10.                          | 02.06.2012                   | Warszawa                     | Andora                       | 4:0                          | towarzyski                   |
| 11.                          | 08.06.2012                   | Warszawa                     | Grecja                       | 1:1                          | ME 2012                      |
| 12.                          | 15.08.2012                   | Tallinn                      | Estonia                      | 0:1                          | towarzyski                   |
| 13.                          | 06.02.2013                   | Dublin                       | Irlandia                     | 0:2                          | towarzyski                   |
| 14.                          | 14.08.2013                   | Gdańsk                       | Dania                        | 3:2                          | towarzyski                   |
| 15.                          | 15.10.2013                   | Londyn                       | Anglia                       | 0:2                          | el. MŚ 2014                  |
| 16.                          | 19.11.2013                   | Poznań                       | Irlandia                     | 0:0                          | towarzyski                   |
| 17.                          | 05.03.2014                   | Warszawa                     | Szkocja                      | 0:1                          | towarzyski                   |
| 18.                          | 06.06.2014                   | Gdańsk                       | Litwa                        | 2:1                          | towarzyski                   |
| 19.                          | 07.09.2014                   | Faro                         | Gibraltar                    | 7:0                          | el. ME 2016                  |
| 20.                          | 11.10.2014                   | Warszawa                     | Niemcy                       | 2:0                          | el. ME 2016                  |
| 21.                          | 14.10.2014                   | Warszawa                     | Szkocja                      | 2:2                          | el. ME 2016                  |
| 22.                          | 14.11.2014                   | Tbilisi                      | Gruzja                       | 4:0                          | el. ME 2016                  |
| 23.                          | 16.06.2015                   | Gdańsk                       | Grecja                       | 0:0                          | towarzyski                   |
| 24.                          | 13.11.2015                   | Warszawa                     | Islandia                     | 4:2                          | towarzyski                   |
| 25.                          | 23.03.2016                   | Poznań                       | Serbia                       | 1:0                          | towarzyski                   |
| 26.                          | 01.06.2016                   | Gdańsk                       | Holandia                     | 1:2                          | towarzyski                   |
| 27.                          | 12.06.2016                   | Nicea                        | Irlandia Północna            | 1:0                          | ME 2016                      |
| 28.                          | 14.11.2016                   | Wrocław                      | Słowenia                     | 1:1                          | towarzyski                   |
| 29.                          | 10.06.2017                   | Warszawa                     | Rumunia                      | 3:1                          | el. MŚ 2018                  |
| 30.                          | 05.10.2017                   | Erywań                       | Armenia                      | 6:1                          | el. MŚ 2018                  |
| 31.                          | 08.10.2017                   | Warszawa                     | Czarnogóra                   | 4:2                          | el. MŚ 2018                  |
| 32.                          | 13.11.2017                   | Gdańsk                       | Meksyk                       | 0:1                          | towarzyski                   |
| 33.                          | 27.03.2018                   | Wrocław                      | Korea Południowa             | 3:2                          | towarzyski                   |
| 34.                          | 08.06.2018                   | Poznań                       | Chile                        | 2:2                          | towarzyski                   |
| 35.                          | 12.06.2018                   | Warszawa                     | Litwa                        | 4:0                          | towarzyski                   |
| 36.                          | 19.06.2018                   | Moskwa                       | Senegal                      | 1:2                          | MŚ 2018                      |
| 37.                          | 24.06.2018                   | Kazań                        | Kolumbia                     | 0:3                          | MŚ 2018                      |
| 38.                          | 11.09.2018                   | Wrocław                      | Irlandia                     | 1:1                          | towarzyski                   |
| 39.                          | 14.10.2018                   | Chorzów                      | Włochy                       | 0:1                          | LN 2018/2019                 |
| 40.                          | 20.11.2018                   | Guimarães                    | Portugalia                   | 1:1                          | LN 2018/2019                 |
| 41.                          | 21.03.2019                   | Wiedeń                       | Austria                      | 1:0                          | el. ME 2020                  |
| 42.                          | 24.03.2019                   | Warszawa                     | Łotwa                        | 2:0                          | el. ME 2020                  |
| 43.                          | 10.10.2019                   | Ryga                         | Łotwa                        | 3:0                          | el. ME 2020                  |
| 44.                          | 13.10.2019                   | Warszawa                     | Macedonia Północna           | 2:0                          | el. ME 2020                  |
| 45.                          | 16.11.2019                   | Jerozolima                   | Izrael                       | 2:1                          | el. ME 2020                  |
| 46.                          | 19.11.2019                   | Warszawa                     | Słowenia                     | 3:2                          | el. ME 2020                  |
| 47.                          | 04.09.2020                   | Amsterdam                    | Holandia                     | 0:1                          | LN 2020/2021                 |
| 48.                          | 14.10.2020                   | Wrocław                      | Bośnia i Hercegowina         | 3:0                          | LN 2020/2021                 |
| 49.                          | 15.11.2020                   | Reggio nell’Emilia           | Włochy                       | 0:2                          | LN 2020/2021                 |
| 50.                          | 25.03.2021                   | Budapeszt                    | Węgry                        | 3:3                          | el. MŚ 2022                  |
| 51.                          | 28.03.2021                   | Warszawa                     | Andora                       | 3:0                          | el. MŚ 2022                  |
| 52.                          | 31.03.2021                   | Londyn                       | Anglia                       | 1:2                          | el. MŚ 2022                  |
| 53.                          | 08.06.2021                   | Poznań                       | Islandia                     | 2:2                          | towarzyski                   |
| 54.                          | 14.06.2021                   | Petersburg                   | Słowacja                     | 1:2                          | ME 2020                      |
| 55.                          | 19.06.2021                   | Sewilla                      | Hiszpania                    | 1:1                          | ME 2020                      |
| 56.                          | 22.06.2021                   | Petersburg                   | Szwecja                      | 2:3                          | ME 2020                      |
| 57.                          | 02.09.2021                   | Warszawa                     | Albania                      | 4:1                          | el. MŚ 2022                  |
| 58.                          | 05.09.2021                   | Serravalle                   | San Marino                   | 7:1                          | el. MŚ 2022                  |
| 59.                          | 08.09.2021                   | Warszawa                     | Anglia                       | 1:1                          | el. MŚ 2022                  |
| 60.                          | 12.10.2021                   | Tirana                       | Albania                      | 1:0                          | el. MŚ 2022                  |
| 61.                          | 12.11.2021                   | Andora                       | Andora                       | 4:1                          | el. MŚ 2022                  |
| 62.                          | 15.11.2021                   | Warszawa                     | Węgry                        | 1:2                          | el. MŚ 2022                  |
| 63.                          | 29.03.2022                   | Chorzów                      | Szwecja                      | 2:0                          | el. MŚ 2022 Baraże           |
| 64.                          | 14.06.2022                   | Warszawa                     | Belgia                       | 0:1                          | LN 2022/2023                 |
| 65.                          | 22.09.2022                   | Warszawa                     | Holandia                     | 0:2                          | LN 2022/2023                 |
| 66.                          | 25.09.2022                   | Cardiff                      | Walia                        | 1:0                          | LN 2022/2023                 |
| 67.                          | 22.11.2022                   | Doha                         | Meksyk                       | 0:0                          | MŚ 2022                      |
| 68.                          | 26.11.2022                   | Ar-Rajjan                    | Arabia Saudyjska             | 2:0                          | MŚ 2022                      |
| 69.                          | 30.11.2022                   | Doha                         | Argentyna                    | 0:2                          | MŚ 2022                      |
| 70.                          | 04.12.2022                   | Doha                         | Francja                      | 1:3                          | MŚ 2022                      |
| 71.                          | 24.03.2023                   | Praga                        | Czechy                       | 1:3                          | el. ME 2024                  |
| 72.                          | 27.03.2023                   | Warszawa                     | Albania                      | 1:0                          | el. ME 2024                  |
| 73.                          | 16.06.2023                   | Warszawa                     | Niemcy                       | 1:0                          | towarzyski                   |
| 74.                          | 20.06.2023                   | Kiszyniów                    | Mołdawia                     | 2:3                          | el. ME 2024                  |
| 75.                          | 07.09.2023                   | Warszawa                     | Wyspy Owcze                  | 2:0                          | el. ME 2024                  |
| 76.                          | 10.09.2023                   | Tirana                       | Albania                      | 0:2                          | el. ME 2024                  |
| 77.                          | 12.10.2023                   | Thorshavn                    | Wyspy Owcze                  | 2:0                          | el. ME 2024                  |
| 78.                          | 15.10.2023                   | Warszawa                     | Mołdawia                     | 1:1                          | el. ME 2024                  |
| 79.                          | 17.11.2023                   | Warszawa                     | Czechy                       | 1:1                          | el. ME 2024                  |
| 80.                          | 21.03.2024                   | Warszawa                     | Estonia                      | 5:1                          | el. ME 2024 Baraże półfinał  |
| 81.                          | 26.03.2024                   | Cardiff                      | Walia                        | 0:0 (k. 5:4)                 | el. ME 2024 Baraże finał     |
| 82.                          | 10.06.2024                   | Warszawa                     | Turcja                       | 2:1                          | towarzyski                   |
| 83.                          | 16.06.2024                   | Hamburg                      | Holandia                     | 1:2                          | ME 2024                      |
| 84.                          | 21.06.2024                   | Berlin                       | Austria                      | 1:3                          | ME 2024                      |

## Sukcesy

### Arsenal

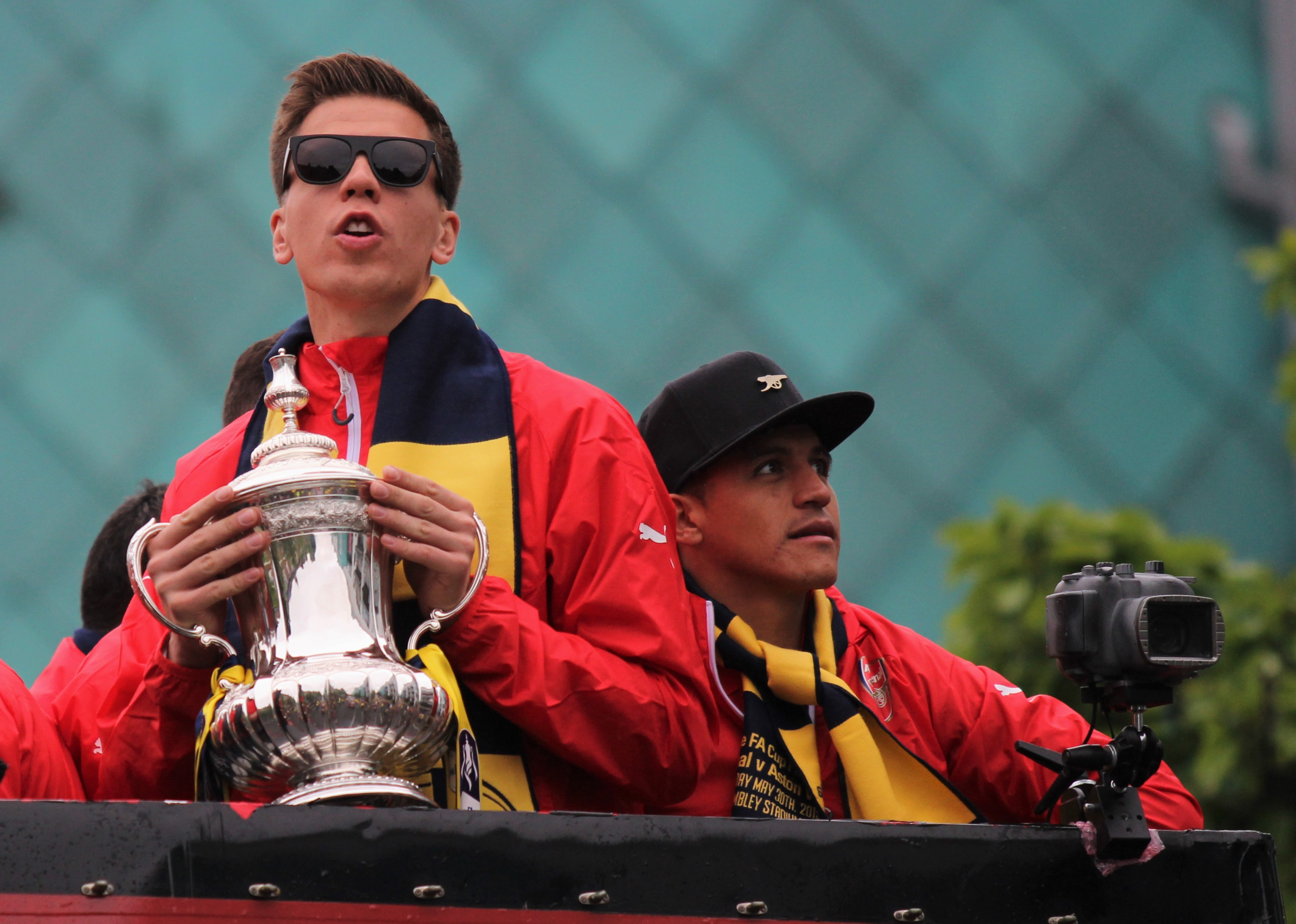
Wojciech Szczęsny z trofeum Pucharu Anglii podczas parady w 2015, obok Alexis Sanchez

- Puchar Anglii: 2013/2014, 2014/2015
- Tarcza Wspólnoty: 2014

### Juventus
- Mistrzostwo Włoch: 2017/2018, 2018/2019, 2019/2020
- Puchar Włoch: 2017/2018, 2020/2021, 2023/2024
- Superpuchar Włoch: 2018, 2020

### FC Barcelona
- Mistrzostwo Hiszpanii: 2024/2025
- Puchar Króla: 2024/2025

- Superpuchar Hiszpanii: 2025

### Wyróżnienia
- Piłkarz Roku w plebiscycie redakcji Sportu: 2022[179]
- Odkrycie roku w plebiscycie Piłki Nożnej: 2011
- Złota Rękawica Premier League: 2013/2014
- Najwięcej czystych kont w Serie A: 2016/2017 (14)
- Najlepszy bramkarz Serie A: 2019/2020
- Drużyna sezonu Premier League wg użytkowników premierleague.com: 2013/2014
- Bramkarz dekady Brentford FC: 2015

### Rekordy
- Najwięcej występów w historii reprezentacji Polski jako bramkarz: 84 mecze[c][180]
- Pierwszy Polak, który występował w Lidze Mistrzów w 4 różnych klubach[181]

## Poza futbolem

### Biznes i media

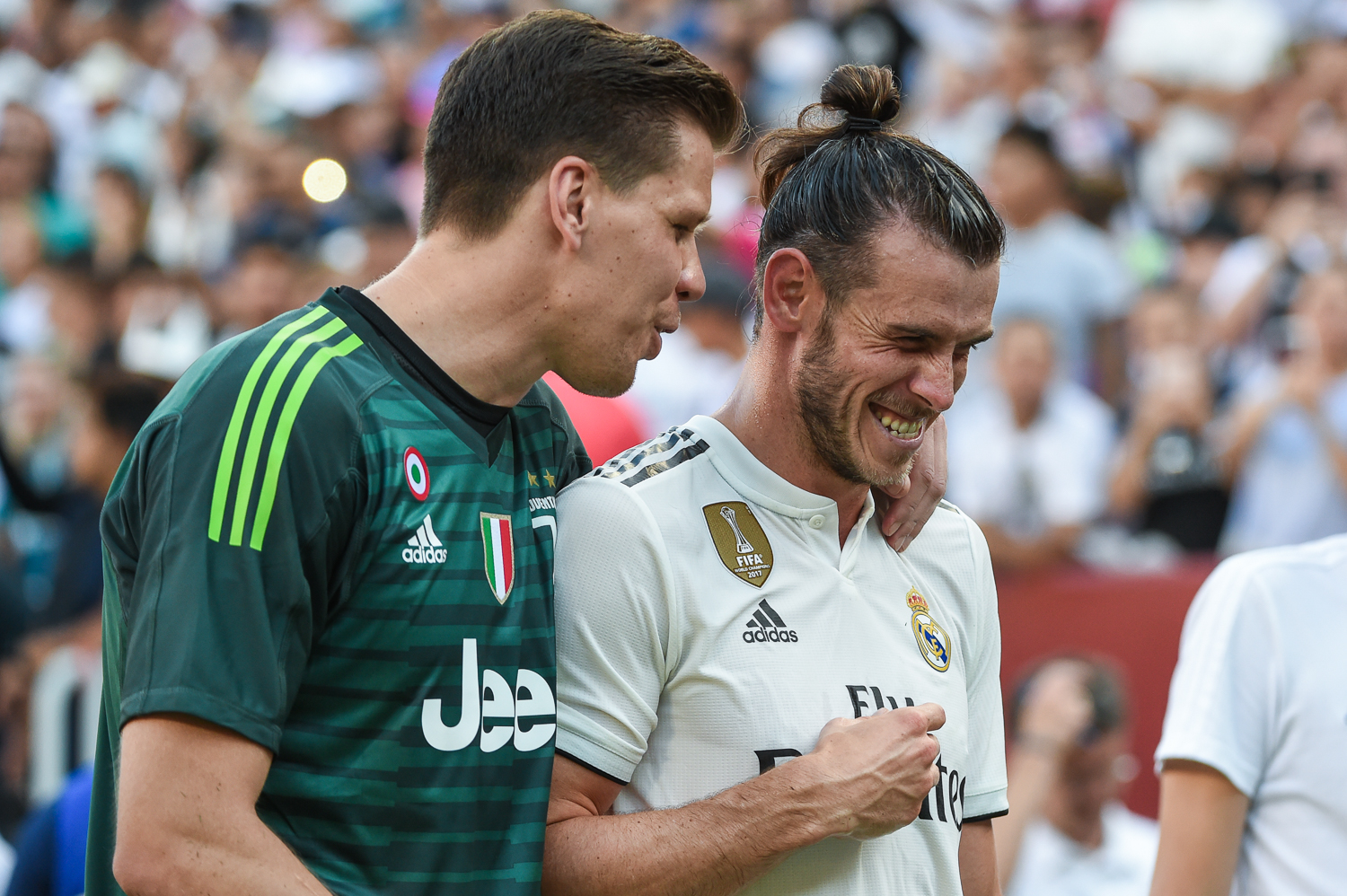
Wojciech Szczęsny i Gareth Bale podczas International Champions Cup (2021)

Interesy piłkarza reprezentuje agencja menedżerska Stellar Group. Sponsorem jego wyposażenia sportowego jest firma Reusch, wcześniej związany był pod tym względem z marką Nike.
Wojciech Szczęsny działa i inwestuje na rynku nieruchomości. Wraz z żoną prowadzi działalność polegającą na kupnie, wykańczaniu i projektowaniu luksusowych wnętrz. Piosenkarka sama zajmuje się wystrojem wnętrz, piłkarz zaś dba o stronę biznesową projektu.
Ze względu na predyspozycje medialne często otrzymywał możliwość tworzenia własnych treści w telewizjach klubów, w których występował. Fani mogli oglądać go m.in. w Arsenal TV. W klubowej telewizji Roma.TV prowadził program ''The Szczesny Show'', gdzie przeprowadzał wywiady z kolegami z drużyny. Rozmawiał m.in. Mohamedem Salahem, Edinem Dżeko czy Radją Nainggollanem. W 2017 był gościem programu Kuby Wojewódzkiego.
Początkowo we współpracy z Onetem, a obecnie z telewizją Canal+, wraz z dziennikarzami Łukaszem Wiśniowskim i Jakubem Polkowskim tworzy program ''Prosto w Szczenę'', w którym prowadzący komentują bieżące wydarzenia ze świata piłki nożnej, dzielą się z widzami nieznanymi dotąd anegdotami z życia piłkarzy, a także prowadzą rozmowy z gwiazdami futbolu. Gośćmi programu dotychczas byli m.in. Giorgio Chiellini, Sami Khedira i Aaron Ramsey. Szczęsny występuje także w produkcjach youtubowego kanału ''Foot Truck'', który na co dzień prowadzą Wiśniowski i Polkowski.

### Majątek
W 2023 tygodnik "Wprost" oszacował jego majątek na 160 mln zł, co dało mu 16. miejsce w rankingu 40 najbogatszych Polaków przed 40.

### Działalność społeczna

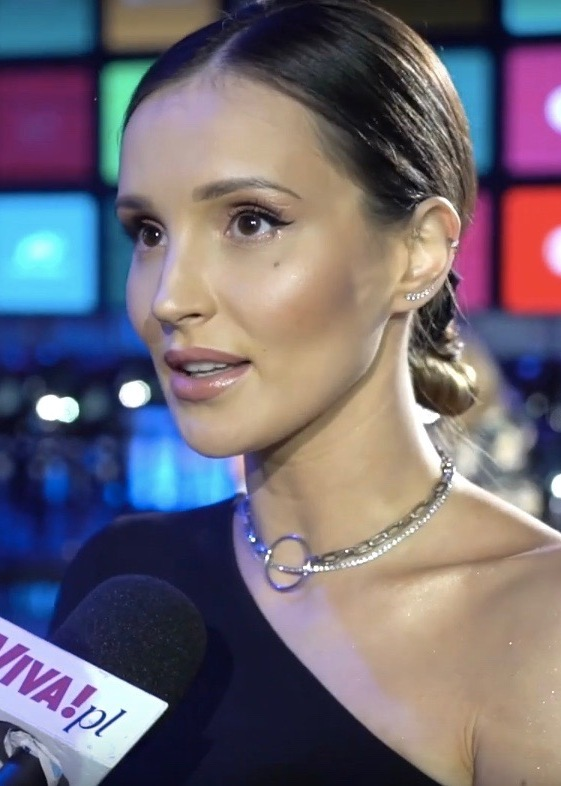
Marina Łuczenko-Szczęsna, żona Wojciecha Szczęsnego

Wielokrotnie wspierał działania Wielkiej Orkiestry Świątecznej Pomocy. W 2020 podczas 28 finału WOŚP organizowanego w celu wsparcia dziecięcej medycyny zabiegowej, wraz z żoną za ok. 40 tys. złotych wylicytował projekt zakopiańskiego domu. W 2017 został ambasadorem kampanii społecznej Lubię Ludzi, związanej z inicjatywą Szlachetna Paczka. W 2018 wraz ze swoim przyjacielem, Grzegorzem Krychowiakiem, wziął udział w kampanii społecznej Bądź kumplem, nie dokuczaj zorganizowanej przez telewizję Cartoon Network i mającej na celu podkreślenie wartości koleżeńskich relacji wśród dzieci i młodzieży. W 2020 wyraził solidarność ze znacząco dotkniętymi pandemią COVID-19 Włochami. Wraz z żoną wziął udział w akcji społecznej Owacje dla Lekarzy mającej na celu docenienie wysiłku pracowników służby zdrowia w czasie pandemii. Za pośrednictwem mediów społecznościowych zaapelował także o noszenie maseczek. W 2022 po inwazji Rosji na Ukrainę potępił atak Rosji i wyraził solidarność z Ukrainą. Ponadto wraz z pozostałymi zawodnikami reprezentacji Polski w piłce nożnej odmówił gry w meczu barażowym Mistrzostw Świata 2022 przeciwko Rosji. Szczęsny zaapelował, także do FIFA oraz UEFA w celu wyciągnięcia konsekwencji przeciwko rosyjskiej federacji piłkarskiej.

## W kulturze
Napisał tekst do piosenki MaRiny, pt. ''I do'' z album „On My Way”, który ukazał się 17 listopada 2017 jako drugi studyjny longplay wokalistki.
Jest jednym z bohaterów książki, pt. ''W krainie piłkarskich Bogów. O Polakach w Serie A'' autorstwa dziennikarzy Piotra Dumanowskiego i Dominika Guziaka (Kraków, Wydawnictwo Otwarte, 2020, ISBN 978-83-8135-043-3), a także bohaterem przeznaczonej dla dzieci biografii „Szczęsny. Chłopak, który odważył się być bramkarzem” autorstwa Yvette Żółtowskiej-Darskiej (Warszawa, Burda Publishing Polska, 2017, ISBN 978-83-805-3248-9).
W 2018 jako zawodnik Juventusu był jednym z bohaterów serialu dokumentalnego Netflixa, pt. „Pierwszy zespół: Juventus”.

## Życie prywatne
Jest synem Macieja, byłego bramkarza reprezentacji Polski, oraz Alicji Szczęsnych. Ma brata Jana (ur. 1987). Miał siostrę Natalię, która zmarła w 1987 w wyniku wypadku na placu zabaw.
W młodości spotykał się z Sandrą Dziwiszek. 7 lipca 2015 oświadczył się polskiej piosenkarce Marinie Łuczenko, którą poślubił 21 maja 2016, z którą ma dwoje dzieci: syna, Liama (ur. 30 czerwca 2018), i córkę, Noelię (ur. 3 lipca 2024). Szczęsni są właścicielami posiadłości w Polsce, a także domu w Marbelli. 
Oprócz języka polskiego porozumiewa się także w języku angielskim i włoskim. Jest ateistą. Gra na fortepianie, a także amatorsko w golfa. Jest fanem zespołu Oasis. W sytuacjach prywatnych często widywany jest z papierosem. 
Przez pewien czas poruszał się m.in. Porsche Cayenne Turbo S w wersji tuningowanej przez niemiecką firmę Lumma Design. Widywany był także za kierownicą Mercedesa G63, Bentleya Bentayga czy Rolls-Royce'a Cullinan Black Badge. Podczas pobytu w Anglii, korzystał z usług brytyjskiego tunera Yiannimize, który przerabiał auta wielu piłkarzy, m.in. Theo Wallcotta, czy Didiera Drogby.